# Danh sách di sản văn hóa Tây Ban Nha được quan tâm ở tỉnh Granada
Danh sách di sản văn hóa Tây Ban Nha được quan tâm ở tỉnh Granada.

## La Ley 16/1985, de 25 de junio, del Patrimonio Histórico Español
Indica quienes tienen la condición de Bien de Interés Cultural (BIC).
Todos los BIC cuentan con un código BIC del tipo RI-XX-YYYYYYY o A.RI-XX-YYYYYYY, siendo R.I. los incluidos en el registro y A.R.I. los anotados preventivamente. Los dos primeros dígitos (XX) indican el tipo de bien, y los siete siguientes (YYYYYY) son el código identificativo del mismo, siendo las cinco últimas cifras, cinco ceros de forma genérica, pudiendo cambiar para identificar partes distintas y separables de un mismo bien.
La Ley clasifica los Bien de Interés Cultural en las siguientes categorías:
- Conjunto histórico
- Jardín Histórico
- Di tích
- Sitio Histórico
- Địa điểm khảo cổ

Además la Ley de Patrimonio del Estado califica como Bienes de Interés Cultural cuantos edificios estaban declarados con anterioridad como Monumento Nacional.

## Ley 14/2007, de 26 de noviembre, del Patrimonio Histórico de Andalucía
Indica quienes tienen la condición de Bien de Interés Cultural (BIC).
Todos los BIC cuentan con un código autonómico del tipo AABBBCCCCC, donde AA es el indicativo provincial según el orden alfabético, BBB es el indicativo municipal según el orden alfabético, y CCCCC es el código identificativo del bien de que se trate.
La Ley clasifica los Bien de Interés Cultural en las siguientes categorías:
- Di tích
- Conjunto histórico
- Jardín Histórico
- Sitio Histórico
- Địa điểm khảo cổ

añadiendo estas cuatro categorías a las existentes en la Ley nacional
- Zona Patrimonial
- Lugar de Interés Industrial
- Lugar de Interés Etnográfico

## Các di sản liên quan đến nhiều thành phố
| Tên                                                   | Dạng                                          | Địa điểm | Tọa độ | Số hồ sơ tham khảo? | Số hồ sơ tại chính phủ tự trị? | Ngày nhận danh hiệu? | Hình ảnh                                         |
| ----------------------------------------------------- | --------------------------------------------- | --- | ------ | ------------------- | ------------------------------ | -------------------- | ------------------------------------------------ |
| Castillejo Nívar và Güevéjar Nghĩa địa Medieval Nívar | Khu khảo cổ Thời gian: Thế kỷ 5 đến Thế kỷ 10 | Nívar và Güevéjar |        | RI-55-0000893       | 180_____                       | 18/11/2008           | El Castillejo de Nívar y Güevéjar · Upload image |
| Sitio Histórico Alpujarra                             | Địa điểm lịch sử                              | La Taha, Pórtugos, Busquístar, Cástaras, Juviles, Lobras, Bérchules, Capileira, Bubión, Trevélez, Cádiar, Murtas, Torvizcón, Almegíjar, Órgiva, Turón (Granada), Albondón, Polopos, Rubite và Sorvilán |        | RI-54-0000216       | 180_____                       | 17/04/2007           | La Alpujarra Media y La Tahá · Upload image      |

## Di tích theo thành phố

### A

#### Agrón
| Tên        | Dạng                        | Địa điểm | Tọa độ                                         | Số hồ sơ tham khảo? | Số hồ sơ tại chính phủ tự trị? | Ngày nhận danh hiệu? | Hình ảnh                      |
| ---------- | --------------------------- | -------- | ---------------------------------------------- | ------------------- | ------------------------------ | -------------------- | ----------------------------- |
| Tháp Agrón | Di tích Kiến trúc phòng thủ | Agrón    | 37°01′30″B 3°52′19″T / 37,0248807°B 3,872075°T | RI-51-0007736       | 180010008                      | 22/06/1993           | Torre de Agrón · Upload image |

#### Albolote
| Tên                            | Dạng                       | Địa điểm | Tọa độ                                        | Số hồ sơ tham khảo? | Số hồ sơ tại chính phủ tự trị? | Ngày nhận danh hiệu? | Hình ảnh     |
| ------------------------------ | -------------------------- | -------- | --------------------------------------------- | ------------------- | ------------------------------ | -------------------- | ------------ |
| Nhà thờ Parroquial Encarnación | Di tích Kiến trúc tôn giáo | Albolote | 37°13′51″B 3°39′27″T / 37,230863°B 3,657448°T | RI-51-0004523       | 180030001                      | 19/10/1981           | Upload image |
| Tháp Campanario                | Di tích                    | Albolote |                                               | RI-51-0011663       | 180030015                      | 25/06/1985           | Upload image |
| Tháp Medieval " Castillo"      | Di tích                    | Albolote | 37°14′47″B 3°40′49″T / 37,24632°B 3,680232°T  | RI-51-0007721       | 180030008                      | 22/06/1993           | Upload image |

#### Albuñol
| Tên                                     | Dạng    | Địa điểm          | Tọa độ | Số hồ sơ tham khảo? | Số hồ sơ tại chính phủ tự trị? | Ngày nhận danh hiệu? | Hình ảnh     |
| --------------------------------------- | ------- | ----------------- | ------ | ------------------- | ------------------------------ | -------------------- | ------------ |
| Tháp Huarea                             | Di tích | Albuñol           |        | RI-51-0011664       | 180060013                      | 25/06/1985           | Upload image |
| Nhà trú tạm próximo a Cueva Murciélagos | Di tích | Albuñol           |        | RI-51-0011839       | 180060008                      | 25/06/1985           | Upload image |
| Tháp Punta Negra                        | Di tích | Albuñol La Rábita |        | RI-51-0007722       | 180060005                      | 22/06/1993           | Upload image |
| Lâu đài Rábita                          | Di tích | Albuñol La Rábita |        | RI-51-0007723       | 180060001                      | 22/06/1993           | Upload image |
| Tháp Đồi Castillejo                     | Di tích | Albuñol La Rábita |        | RI-51-0007724       | 180_____                       | 22/06/1993           | Upload image |

#### Albuñuelas
| Tên                       | Dạng    | Địa điểm   | Tọa độ | Số hồ sơ tham khảo? | Số hồ sơ tại chính phủ tự trị? | Ngày nhận danh hiệu? | Hình ảnh     |
| ------------------------- | ------- | ---------- | ------ | ------------------- | ------------------------------ | -------------------- | ------------ |
| Tháp Lâu đài (Albuñuelas) | Di tích | Albuñuelas |        | RI-51-0011665       | 180070002                      | 25/06/1985           | Upload image |
| Tháp Tío Bayo             | Di tích | Albuñuelas |        | RI-51-0007725       | 180_____                       | 22/06/1993           | Upload image |

#### Aldeire
| Tên              | Dạng            | Địa điểm                  | Tọa độ                                        | Số hồ sơ tham khảo? | Số hồ sơ tại chính phủ tự trị? | Ngày nhận danh hiệu? | Hình ảnh     |
| ---------------- | --------------- | ------------------------- | --------------------------------------------- | ------------------- | ------------------------------ | -------------------- | ------------ |
| Lâu đài Caba     | Di tích Lâu đài | Aldeire Colina de la Caba | 37°09′29″B 3°03′49″T / 37,158151°B 3,063704°T | RI-51-0007726       | 180100002                      | 22/06/1993           | Upload image |
| Pháo đài Aldeire | Di tích         | Aldeire                   |                                               | RI-51-0011666       | 180100011                      | 25/06/1985           | Upload image |

#### Alfacar
| Tên             | Dạng    | Địa điểm | Tọa độ | Số hồ sơ tham khảo? | Số hồ sơ tại chính phủ tự trị? | Ngày nhận danh hiệu? | Hình ảnh     |
| --------------- | ------- | -------- | ------ | ------------------- | ------------------------------ | -------------------- | ------------ |
| Alcázar Alfacar | Di tích | Alfacar  |        | RI-51-0011667       | 180_____                       | 25/06/1985           | Upload image |
| Las Majolicas   | Di tích | Alfacar  |        | RI-51-0011840       | 180_____                       | 25/06/1985           | Upload image |

#### Algarinejo
| Tên                   | Dạng    | Địa điểm   | Tọa độ | Số hồ sơ tham khảo? | Số hồ sơ tại chính phủ tự trị? | Ngày nhận danh hiệu? | Hình ảnh     |
| --------------------- | ------- | ---------- | ------ | ------------------- | ------------------------------ | -------------------- | ------------ |
| Lâu đài Tháp Pesquera | Di tích | Algarinejo |        | RI-51-0011668       | 180_____                       | 25/06/1985           | Upload image |
| Lâu đài Cesna         | Di tích | Algarinejo |        | RI-51-0011669       | 180_____                       | 25/06/1985           | Upload image |

#### Alhama de Granada
| Tên                                        | Dạng                     | Địa điểm                                 | Tọa độ                                          | Số hồ sơ tham khảo? | Số hồ sơ tại chính phủ tự trị? | Ngày nhận danh hiệu? | Hình ảnh                                                                              |
| ------------------------------------------ | ------------------------ | ---------------------------------------- | ----------------------------------------------- | ------------------- | ------------------------------ | -------------------- | ------------------------------------------------------------------------------------- |
| Alhama Granada                             | Lịch sử và nghệ thuật    | Alhama de Granada                        | 37°00′00″B 3°58′59″T / 37°B 3,983056°T          | RI-53-0000202       | 80_____                        | 31/10/1975           | Casco Antiguo de Alhama de Granada · Upload image                                     |
| Lâu đài Alhama Granada                     | Di tích Lâu đài          | Alhama de Granada                        |                                                 | RI-51-0007728       | 180_____                       | 22/06/1993           | Castillo (Alhama de Granada) · Upload image                                           |
| Lâu đài Dedil                              | Di tích Lâu đài          | Alhama de Granada                        |                                                 | RI-51-0011674       | 180130069                      | 25/06/1985           | Upload image                                                                          |
| Lâu đài Torrecilla                         | Di tích Lâu đài          | Alhama de Granada                        |                                                 | RI-51-0011677       | 180130072                      | 25/06/1985           | Upload image                                                                          |
| Lâu đài Zafarraya                          | Di tích Lâu đài          | Alhama de Granada                        |                                                 | RI-51-0011676       | 180130071                      | 25/06/1985           | Upload image                                                                          |
| Tajos que rodean a Alhama Granada          | Địa điểm lịch sử         | Alhama de Granada                        |                                                 | RI-54-0000049       | 180130004                      | 31/10/1975           | Upload image                                                                          |
| Nhà thờ Mayor Encarnación (Alhama Granada) | Di tích Nhà thờ          | Alhama de Granada C/ Baja Iglesia, nº 13 | 37°00′13″B 3°59′11″T / 37,003626°B 3,986304°T   | RI-51-0000584       | 180130005                      | 03/06/1931           | Iglesia Mayor de Nuestra Señora de la Encarnación, (Alhama de Granada) · Upload image |
| Recinto Amurallado (Alhama Granada)        | Di tích                  | Alhama de Granada                        |                                                 | RI-51-0007727       | 180130019                      | 22/06/1993           | Upload image                                                                          |
| Baños Alhama                               | Di tích Termas           | Alhama de Granada                        |                                                 | RI-51-0000594       | 180130015                      | 03/06/1931           | Upload image                                                                          |
| Tháp Luna                                  | Di tích Tháp atalaya     | Alhama de Granada                        | 36°56′47″B 3°03′56″T / 36,946274°B 3,0656475°T  | RI-51-0011678       | 180130073                      | 25/06/1985           | Upload image                                                                          |
| Tháp Solana (Alhama Granada)               | Di tích Tháp             | Alhama de Granada Cortijo Torresolana    | 37°01′20″B 4°00′05″T / 37,0222017°B 4,0014065°T | RI-51-0011670       | 180130066                      | 25/06/1985           | Upload image                                                                          |
| Tháp Baños                                 | Di tích Tháp             | Alhama de Granada                        |                                                 | RI-51-0011671       | 180130038                      | 25/06/1985           | Upload image                                                                          |
| Tháp Tháp nhỏ (Alhama Granada)             | Di tích Tháp             | Alhama de Granada                        |                                                 | RI-51-0011675       | 180130070                      | 25/06/1985           | Upload image                                                                          |
| Tháp Hoyo                                  | Di tích Tháp atalaya     | Alhama de Granada                        | 37°04′49″B 3°57′57″T / 37,0802441°B 3,9658852°T | RI-51-0011672       | 180130067                      | 22/04/1949           | Upload image                                                                          |
| Tháp Jota                                  | Di tích Tháp de alquería | Alhama de Granada                        | 37°07′49″B 3°58′48″T / 37,1304032°B 3,9800906°T | RI-51-0011673       | 180130068                      | 25/06/1985           | Upload image                                                                          |

#### Alhendín
| Tên         | Dạng    | Địa điểm | Tọa độ | Số hồ sơ tham khảo? | Số hồ sơ tại chính phủ tự trị? | Ngày nhận danh hiệu? | Hình ảnh     |
| ----------- | ------- | -------- | ------ | ------------------- | ------------------------------ | -------------------- | ------------ |
| Tháp Fuerte | Di tích | Alhendín |        | RI-51-0011679       | 180_____                       | 25/06/1985           | Upload image |

#### Alicún de Ortega
| Tên                   | Dạng    | Địa điểm         | Tọa độ | Số hồ sơ tham khảo? | Số hồ sơ tại chính phủ tự trị? | Ngày nhận danh hiệu? | Hình ảnh     |
| --------------------- | ------- | ---------------- | ------ | ------------------- | ------------------------------ | -------------------- | ------------ |
| Lâu đài Alicún Ortega | Di tích | Alicún de Ortega |        | RI-51-0011680       | 180_____                       | 25/06/1985           | Upload image |
| Lâu đài Đồi Alicún    | Di tích | Alicún de Ortega |        | RI-51-0011681       | 180_____                       | 25/06/1985           | Upload image |

#### Almuñécar
| Tên                                          | Dạng                            | Địa điểm                                                | Tọa độ                                          | Số hồ sơ tham khảo? | Số hồ sơ tại chính phủ tự trị? | Ngày nhận danh hiệu? | Hình ảnh                                          |
| -------------------------------------------- | ------------------------------- | ------------------------------------------------------- | ----------------------------------------------- | ------------------- | ------------------------------ | -------------------- | ------------------------------------------------- |
| Almuñécar                                    | Lịch sử và nghệ thuật           | Almuñécar                                               | 36°44′02″B 3°41′28″T / 36,733889°B 3,691111°T   | RI-53-0000208       | 180_____                       | 24/08/1976           | Casco Antiguo de Almuñécar · Upload image         |
| Columbario Romano Antoniano Rufo (Almuñécar) | Khu khảo cổ Monumento funerario | Almuñécar La Albina                                     | 36°44′53″B 3°40′23″T / 36,7480525°B 3,6731673°T | RI-55-0000104       | 180170025                      | 08/02/1984           | Upload image                                      |
| Lâu đài Herradura                            | Di tích                         | Almuñécar                                               |                                                 | RI-51-0011682       | 180_____                       | 25/06/1985           | Upload image                                      |
| Tháp Velilla                                 | Di tích Tháp                    | Almuñécar                                               | 36°43′54″B 3°40′42″T / 36,731645°B 3,678351°T   | RI-51-0011683       | 180170040                      | 25/06/1985           | Upload image                                      |
| Lâu đài Jate                                 | Di tích                         | Almuñécar                                               |                                                 | RI-51-0011684       | 180_____                       | 25/06/1985           | Upload image                                      |
| Tháp En medio                                | Di tích                         | Almuñécar                                               |                                                 | RI-51-0011685       | 180_____                       | 25/06/1985           | Upload image                                      |
| Tường (Almuñécar)                            | Di tích                         | Almuñécar                                               |                                                 | RI-51-0011686       | 180_____                       | 25/06/1985           | Upload image                                      |
| Recinto tăng cường Jate (Almuñécar)          | Di tích                         | Almuñécar                                               |                                                 | RI-51-0012231       | 180_____                       | 25/06/1985           | Upload image                                      |
| Hang Siete Palacios (Almuñécar)              | Di tích                         | Almuñécar                                               |                                                 | RI-51-0000592       | 180_____                       | 03/06/1931           | Upload image                                      |
| Acueducto (Almuñécar)                        | Di tích                         | Almuñécar                                               |                                                 | RI-51-0000591       | 180_____                       | 03/06/1931           | Upload image                                      |
| Tháp Monje                                   | Di tích                         | Almuñécar                                               |                                                 | RI-51-0000593       | 180_____                       | 03/06/1931           | Upload image                                      |
| Tháp Granizo                                 | Di tích                         | Almuñécar                                               |                                                 | RI-51-0007729       | 180_____                       | 22/06/1993           | Upload image                                      |
| Lâu đài San Miguel (Almuñécar)               | Di tích Lâu đài                 | Almuñécar Calle del Castillo, s/n, Barrio de San Miguel | 36°43′51″B 3°41′33″T / 36,730912°B 3,692614°T   | RI-51-0007730       | 180170003                      | 22/06/1993           | Castillo de San Miguel (Almuñécar) · Upload image |
| Tháp Punta Mona                              | Di tích                         | Almuñécar                                               |                                                 | RI-51-0007731       | 180_____                       | 22/06/1993           | Upload image                                      |
| Tháp Diablo (Almuñécar)                      | Di tích                         | Almuñécar                                               |                                                 | RI-51-0007732       | 180_____                       | 22/06/1993           | Upload image                                      |
| Torreón Taramay                              | Di tích                         | Almuñécar                                               |                                                 | RI-51-0007733       | 180_____                       | 22/06/1993           | Upload image                                      |
| Tháp Herradura                               | Di tích                         | Almuñécar                                               |                                                 | RI-51-0007734       | 180_____                       | 22/06/1993           | Upload image                                      |

#### Alpujarra de la Sierra
| Tên            | Dạng    | Địa điểm                               | Tọa độ | Số hồ sơ tham khảo? | Số hồ sơ tại chính phủ tự trị? | Ngày nhận danh hiệu? | Hình ảnh     |
| -------------- | ------- | -------------------------------------- | ------ | ------------------- | ------------------------------ | -------------------- | ------------ |
| Tajo Reyecillo | Di tích | Alpujarra de la Sierra                 |        | RI-51-0011850       | 180_____                       | 25/06/1985           | Upload image |
| Lâu đài Golco  | Di tích | Alpujarra de la Sierra Mecina Bombarón |        | RI-51-0007783       | 180_____                       | 22/06/1993           | Upload image |
| Lâu đài Yegen  | Di tích | Alpujarra de la Sierra Yegen           |        | RI-51-0007821       | 180_____                       | 22/06/1993           | Upload image |

#### Alquife
| Tên             | Dạng    | Địa điểm | Tọa độ | Số hồ sơ tham khảo? | Số hồ sơ tại chính phủ tự trị? | Ngày nhận danh hiệu? | Hình ảnh     |
| --------------- | ------- | -------- | ------ | ------------------- | ------------------------------ | -------------------- | ------------ |
| Lâu đài Alquife | Di tích | Alquife  |        | RI-51-0007735       | 180_____                       | 22/06/1993           | Upload image |

### B

#### Baza
| Tên                                                                              | Dạng                 | Địa điểm | Tọa độ                                        | Số hồ sơ tham khảo? | Số hồ sơ tại chính phủ tự trị? | Ngày nhận danh hiệu? | Hình ảnh                                             |
| -------------------------------------------------------------------------------- | -------------------- | -------- | --------------------------------------------- | ------------------- | ------------------------------ | -------------------- | ---------------------------------------------------- |
| Baza                                                                             | Khu phức hợp lịch sử | Baza     | 37°29′00″B 2°46′00″T / 37,483333°B 2,766667°T | RI-53-0000535       | 180_____                       | 20/05/2003           | Baza · Upload image                                  |
| Tháp Santiso                                                                     | Di tích              | Baza     |                                               | RI-51-0011690       | 180_____                       | 25/06/1985           | Upload image                                         |
| Lâu đài Benzalema                                                                | Di tích              | Baza     |                                               | RI-51-0011694       | 180_____                       | 25/06/1985           | Castillo de Benzalema · Upload image                 |
| Lâu đài Baúl                                                                     | Di tích              | Baza     |                                               | RI-51-0011695       | 180_____                       | 25/06/1985           | Upload image                                         |
| Tháp Garbín                                                                      | Di tích              | Baza     |                                               | RI-51-0011691       | 180_____                       | 25/06/1985           | Upload image                                         |
| Tường thành Baza)                                                                | Di tích              | Baza     |                                               | RI-51-0011687       | 180_____                       | 25/06/1985           | Upload image                                         |
| Tường Sierra Baza                                                                | Di tích              | Baza     |                                               | RI-51-0011688       | 180_____                       | 25/06/1985           | Upload image                                         |
| Tháp Alquería Capel                                                              | Di tích              | Baza     |                                               | RI-51-0011689       | 180_____                       | 25/06/1985           | Upload image                                         |
| Tháp Maja Torre                                                                  | Di tích              | Baza     |                                               | RI-51-0011693       | 180_____                       | 25/06/1985           | Upload image                                         |
| Khu vực Khảo cổ Đồi Largo, Đồi Santuario và Đồi Cepero Ciudad iberorromana Basti | Khu khảo cổ          | Baza     |                                               | RI-55-0000691       | 180230057                      | 01/04/2003           | Upload image                                         |
| Nhà thờ Parroquial Santiago (Baza)                                               | Di tích              | Baza     |                                               | RI-51-0004970       | 180_____                       | 02/11/1983           | Iglesia Parroquial de Santiago (Baza) · Upload image |
| Baños Judería                                                                    | Di tích              | Baza     |                                               | RI-51-0004165       | 180_____                       | 06/03/1975           | Upload image                                         |
| Cung điện Enríquez "De Abrantes"                                                 | Di tích              | Baza     |                                               | RI-51-0004188       | 180_____                       | 31/10/1975           | Upload image                                         |
| Nhà thờ Mayor Anunciación Nuestra Señora                                         | Di tích              | Baza     |                                               | RI-51-0000596       | 180_____                       | 03/06/1931           | Upload image                                         |
| Alcazaba Baza                                                                    | Di tích              | Baza     |                                               | RI-51-0007737       | 180_____                       | 22/06/1993           | Upload image                                         |
| Tháp Baúl                                                                        | Di tích              | Baza     |                                               | RI-51-0007738       | 180_____                       | 22/06/1993           | Upload image                                         |
| Tháp Cuna                                                                        | Di tích              | Baza     |                                               | RI-51-0011692       | 180_____                       | 25/06/1985           | Upload image                                         |
| Tháp Atalaya (Baza)                                                              | Di tích              | Baza     |                                               | RI-51-0007739       | 180_____                       | 22/06/1993           | Upload image                                         |

#### Beas de Guadix
| Tên              | Dạng    | Địa điểm       | Tọa độ | Số hồ sơ tham khảo? | Số hồ sơ tại chính phủ tự trị? | Ngày nhận danh hiệu? | Hình ảnh     |
| ---------------- | ------- | -------------- | ------ | ------------------- | ------------------------------ | -------------------- | ------------ |
| Lâu đài Đồi Moro | Di tích | Beas de Guadix |        | RI-51-0011696       | 180_____                       | 25/06/1985           | Upload image |

#### Benamaurel
| Tên                | Dạng    | Địa điểm   | Tọa độ | Số hồ sơ tham khảo? | Số hồ sơ tại chính phủ tự trị? | Ngày nhận danh hiệu? | Hình ảnh     |
| ------------------ | ------- | ---------- | ------ | ------------------- | ------------------------------ | -------------------- | ------------ |
| Lâu đài Benamaurel | Di tích | Benamaurel |        | RI-51-0011697       | 180_____                       | 25/06/1985           | Upload image |
| Tháp Hang Luna     | Di tích | Benamaurel |        | RI-51-0011698       | 180_____                       | 25/06/1985           | Upload image |
| Tháp Espinosa      | Di tích | Benamaurel |        | RI-51-0007740       | 180_____                       | 22/06/1993           | Upload image |
| Tháp Castril       | Di tích | Benamaurel |        | RI-51-0007741       | 180_____                       | 22/06/1993           | Upload image |

#### Bubión
| Tên    | Dạng                  | Địa điểm | Tọa độ                          | Số hồ sơ tham khảo? | Số hồ sơ tại chính phủ tự trị? | Ngày nhận danh hiệu? | Hình ảnh                       |
| ------ | --------------------- | -------- | ------------------------------- | ------------------- | ------------------------------ | -------------------- | ------------------------------ |
| Bubión | Lịch sử và nghệ thuật | Bubión   | 36°57′B 3°21′T / 36,95°B 3,35°T | RI-53-0000274       | 180_____                       | 12/11/1982           | Villa de Bubión · Upload image |

### C

#### Cádiar
| Tên            | Dạng    | Địa điểm | Tọa độ | Số hồ sơ tham khảo? | Số hồ sơ tại chính phủ tự trị? | Ngày nhận danh hiệu? | Hình ảnh     |
| -------------- | ------- | -------- | ------ | ------------------- | ------------------------------ | -------------------- | ------------ |
| Lâu đài Cádiar | Di tích | Cádiar   |        | RI-51-0011699       | 180_____                       | 25/06/1985           | Upload image |

#### Caniles
| Tên                 | Dạng    | Địa điểm | Tọa độ | Số hồ sơ tham khảo? | Số hồ sơ tại chính phủ tự trị? | Ngày nhận danh hiệu? | Hình ảnh     |
| ------------------- | ------- | -------- | ------ | ------------------- | ------------------------------ | -------------------- | ------------ |
| Tháp Moro (Caniles) | Di tích | Caniles  |        | RI-51-0007742       | 180_____                       | 22/06/1993           | Upload image |

#### Capileira
| Tên       | Dạng                  | Địa điểm  | Tọa độ                                        | Số hồ sơ tham khảo? | Số hồ sơ tại chính phủ tự trị? | Ngày nhận danh hiệu? | Hình ảnh                          |
| --------- | --------------------- | --------- | --------------------------------------------- | ------------------- | ------------------------------ | -------------------- | --------------------------------- |
| Capileira | Lịch sử và nghệ thuật | Capileira | 36°57′42″B 3°21′35″T / 36,961667°B 3,359722°T | RI-53-0000272       | 180_____                       | 12/11/1982           | Villa de Capileira · Upload image |

#### Castilléjar
| Tên                    | Dạng    | Địa điểm    | Tọa độ | Số hồ sơ tham khảo? | Số hồ sơ tại chính phủ tự trị? | Ngày nhận danh hiệu? | Hình ảnh     |
| ---------------------- | ------- | ----------- | ------ | ------------------- | ------------------------------ | -------------------- | ------------ |
| Lâu đài Castilléjar    | Di tích | Castilléjar |        | RI-51-0011701       | 180_____                       | 25/06/1985           | Upload image |
| Tháp Rey (Castilléjar) | Di tích | Castilléjar |        | RI-51-0011702       | 180_____                       | 25/06/1985           | Upload image |

#### Castril
| Tên                             | Dạng                 | Địa điểm | Tọa độ                                        | Số hồ sơ tham khảo? | Số hồ sơ tại chính phủ tự trị? | Ngày nhận danh hiệu? | Hình ảnh     |
| ------------------------------- | -------------------- | -------- | --------------------------------------------- | ------------------- | ------------------------------ | -------------------- | ------------ |
| Lâu đài Castril                 | Di tích              | Castril  |                                               | RI-51-0011703       | 180_____                       | 25/06/1985           | Upload image |
| Quần thể Histórico Castril Peña | Khu phức hợp lịch sử | Castril  | 37°47′45″B 2°46′44″T / 37,795833°B 2,778889°T | RI-53-0000528       | 180_____                       | 27/03/2001           | Upload image |
| Tháp Castril                    | Di tích              | Castril  |                                               | RI-51-0011704       | 180_____                       | 25/06/1985           | Upload image |

#### Chauchina
| Tên       | Dạng    | Địa điểm                   | Tọa độ | Số hồ sơ tham khảo? | Số hồ sơ tại chính phủ tự trị? | Ngày nhận danh hiệu? | Hình ảnh     |
| --------- | ------- | -------------------------- | ------ | ------------------- | ------------------------------ | -------------------- | ------------ |
| Tháp Roma | Di tích | Chauchina Anejo de Romilla |        | RI-51-0007752       | 180_____                       | 22/06/1993           | Upload image |

#### Chimeneas
| Tên             | Dạng    | Địa điểm  | Tọa độ | Số hồ sơ tham khảo? | Số hồ sơ tại chính phủ tự trị? | Ngày nhận danh hiệu? | Hình ảnh     |
| --------------- | ------- | --------- | ------ | ------------------- | ------------------------------ | -------------------- | ------------ |
| Lâu đài Tajarja | Di tích | Chimeneas |        | RI-51-0007753       | 180_____                       | 22/06/1993           | Upload image |

#### Churriana de la Vega
| Tên                         | Dạng    | Địa điểm             | Tọa độ | Số hồ sơ tham khảo? | Số hồ sơ tại chính phủ tự trị? | Ngày nhận danh hiệu? | Hình ảnh     |
| --------------------------- | ------- | -------------------- | ------ | ------------------- | ------------------------------ | -------------------- | ------------ |
| Baños Árabes Churriana Vega | Di tích | Churriana de la Vega |        | RI-51-0005258       | 180_____                       | 18/01/2006           | Upload image |

#### Cijuela
| Tên                         | Dạng    | Địa điểm | Tọa độ | Số hồ sơ tham khảo? | Số hồ sơ tại chính phủ tự trị? | Ngày nhận danh hiệu? | Hình ảnh     |
| --------------------------- | ------- | -------- | ------ | ------------------- | ------------------------------ | -------------------- | ------------ |
| Lâu đài Paraje "Hoja Torre" | Di tích | Cijuela  |        | RI-51-0007746       | 180_____                       | 22/06/1993           | Upload image |

#### Cogollos Vega
| Tên                        | Dạng    | Địa điểm      | Tọa độ | Số hồ sơ tham khảo? | Số hồ sơ tại chính phủ tự trị? | Ngày nhận danh hiệu? | Hình ảnh     |
| -------------------------- | ------- | ------------- | ------ | ------------------- | ------------------------------ | -------------------- | ------------ |
| Baños Arabes Cogollos Vega | Di tích | Cogollos Vega |        | RI-51-0011162       | 180_____                       | 13/01/2004           | Upload image |
| Lâu đài Cogollos Vega      | Di tích | Cogollos Vega |        | RI-51-0011706       | 180_____                       | 25/06/1985           | Upload image |
| Tháp Siglo XVI             | Di tích | Cogollos Vega |        | RI-51-0007747       | 180_____                       | 22/06/1993           | Upload image |

#### Cogollos de Guadix
| Tên                                           | Dạng    | Địa điểm           | Tọa độ | Số hồ sơ tham khảo? | Số hồ sơ tại chính phủ tự trị? | Ngày nhận danh hiệu? | Hình ảnh     |
| --------------------------------------------- | ------- | ------------------ | ------ | ------------------- | ------------------------------ | -------------------- | ------------ |
| Lâu đài Cogollos Guadix                       | Di tích | Cogollos de Guadix |        | RI-51-0011705       | 180_____                       | 25/06/1985           | Upload image |
| Nhà thờ Parroquial Asunción (Cogollos Guadix) | Di tích | Cogollos de Guadix |        | RI-51-0009230       | 180_____                       | 09/01/2002           | Upload image |

#### Colomera
| Tên                                       | Dạng    | Địa điểm | Tọa độ | Số hồ sơ tham khảo? | Số hồ sơ tại chính phủ tự trị? | Ngày nhận danh hiệu? | Hình ảnh     |
| ----------------------------------------- | ------- | -------- | ------ | ------------------- | ------------------------------ | -------------------- | ------------ |
| Tajos Márchales                           | Di tích | Colomera |        | RI-51-0011343       | 180_____                       | 25/06/1985           | Upload image |
| Tháp Cortijo Torres                       | Di tích | Colomera |        | RI-51-0011707       | 180_____                       | 25/06/1985           | Upload image |
| Nhà thờ Parroquial Encarnación (Colomera) | Di tích | Colomera |        | RI-51-0004414       | 180_____                       | 22/02/1980           | Upload image |
| Tháp Atalaya Colomera)                    | Di tích | Colomera |        | RI-51-0007748       | 180_____                       | 22/06/1993           | Upload image |
| Lâu đài Colomera                          | Di tích | Colomera |        | RI-51-0007749       | 180_____                       | 22/06/1993           | Upload image |

#### Cortes de Baza
| Tên                                                         | Dạng    | Địa điểm       | Tọa độ | Số hồ sơ tham khảo? | Số hồ sơ tại chính phủ tự trị? | Ngày nhận danh hiệu? | Hình ảnh     |
| ----------------------------------------------------------- | ------- | -------------- | ------ | ------------------- | ------------------------------ | -------------------- | ------------ |
| Tháp Cañada                                                 | Di tích | Cortes de Baza |        | RI-51-0011708       | 180_____                       | 25/06/1985           | Upload image |
| Nhà thờ Parroquial Nuestra Señora Anunciación (Cortes Baza) | Di tích | Cortes de Baza |        | RI-51-0012041       | 180_____                       | 06/02/2007           | Upload image |
| Lâu đài Cortes Baza                                         | Di tích | Cortes de Baza |        | RI-51-0007750       | 180_____                       | 22/06/1993           | Upload image |

#### Cortes y Graena
| Tên         | Dạng    | Địa điểm        | Tọa độ | Số hồ sơ tham khảo? | Số hồ sơ tại chính phủ tự trị? | Ngày nhận danh hiệu? | Hình ảnh     |
| ----------- | ------- | --------------- | ------ | ------------------- | ------------------------------ | -------------------- | ------------ |
| Tháp Lopera | Di tích | Cortes y Graena |        | RI-51-0011709       | 180_____                       | 25/06/1985           | Upload image |

#### Cúllar
| Tên             | Dạng    | Địa điểm | Tọa độ | Số hồ sơ tham khảo? | Số hồ sơ tại chính phủ tự trị? | Ngày nhận danh hiệu? | Hình ảnh     |
| --------------- | ------- | -------- | ------ | ------------------- | ------------------------------ | -------------------- | ------------ |
| Tháp Đồi Ermita | Di tích | Cúllar   |        | RI-51-0007751       | 180_____                       | 22/06/1993           | Upload image |
| Atalaya Cúllar  | Di tích | Cúllar   |        | RI-51-0011710       | 180_____                       | 25/06/1985           | Upload image |
| Tháp Đồi Venta  | Di tích | Cúllar   |        | RI-51-0011711       | 180_____                       | 25/06/1985           | Upload image |

### D

#### Darro
| Tên                                | Dạng        | Địa điểm | Tọa độ | Số hồ sơ tham khảo? | Số hồ sơ tại chính phủ tự trị? | Ngày nhận danh hiệu? | Hình ảnh     |
| ---------------------------------- | ----------- | -------- | ------ | ------------------- | ------------------------------ | -------------------- | ------------ |
| Nhà trú tạm Panoría                | Di tích     | Darro    |        | RI-51-0011841       | 180_____                       | 25/06/1985           | Upload image |
| Khu vực Khảo cổ Cueva Horá (Darro) | Khu khảo cổ | Darro    |        | RI-55-0000675       | 180_____                       | 12/02/2002           | Upload image |

#### Dehesas de Guadix
| Tên                           | Dạng        | Địa điểm          | Tọa độ | Số hồ sơ tham khảo? | Số hồ sơ tại chính phủ tự trị? | Ngày nhận danh hiệu? | Hình ảnh     |
| ----------------------------- | ----------- | ----------------- | ------ | ------------------- | ------------------------------ | -------------------- | ------------ |
| Lâu đài cortijo Don Cristóbal | Di tích     | Dehesas de Guadix |        | RI-51-0011712       | 180_____                       | 25/06/1985           | Upload image |
| Terrera Reloj                 | Khu khảo cổ | Dehesas de Guadix |        | RI-55-0000195       | 180640001                      | 12/03/1996           | Upload image |

#### Deifontes
| Tên                     | Dạng    | Địa điểm  | Tọa độ | Số hồ sơ tham khảo? | Số hồ sơ tại chính phủ tự trị? | Ngày nhận danh hiệu? | Hình ảnh     |
| ----------------------- | ------- | --------- | ------ | ------------------- | ------------------------------ | -------------------- | ------------ |
| Tháp Medieval Deifontes | Di tích | Deifontes |        | RI-51-0007754       | 180_____                       | 22/06/1993           | Upload image |

#### Diezma
| Tên                          | Dạng    | Địa điểm | Tọa độ | Số hồ sơ tham khảo? | Số hồ sơ tại chính phủ tự trị? | Ngày nhận danh hiệu? | Hình ảnh     |
| ---------------------------- | ------- | -------- | ------ | ------------------- | ------------------------------ | -------------------- | ------------ |
| Hang Vereda Cruz             | Di tích | Diezma   |        | RI-51-0011843       | 180_____                       | 25/06/1985           | Upload image |
| Abrigos Tháp Bermejas        | Di tích | Diezma   |        | RI-51-0011842       | 180_____                       | 25/06/1985           | Upload image |
| Nhà trú tạm Tháp Bermejas I  | Di tích | Diezma   |        | RI-51-0011842-00001 | 180_____                       | 25/06/1985           | Upload image |
| Nhà trú tạm Tháp Bermejas II | Di tích | Diezma   |        | RI-51-0011842-00002 | 180_____                       | 25/06/1985           | Upload image |
| Lâu đài Peñas                | Di tích | Diezma   |        | RI-51-0007755       | 180_____                       | 22/06/1993           | Upload image |

#### Dólar
| Tên           | Dạng    | Địa điểm | Tọa độ | Số hồ sơ tham khảo? | Số hồ sơ tại chính phủ tự trị? | Ngày nhận danh hiệu? | Hình ảnh     |
| ------------- | ------- | -------- | ------ | ------------------- | ------------------------------ | -------------------- | ------------ |
| Lâu đài Dólar | Di tích | Dólar    |        | RI-51-0007756       | 180_____                       | 22/06/1993           | Upload image |

#### Dúrcal
| Tên            | Dạng    | Địa điểm | Tọa độ | Số hồ sơ tham khảo? | Số hồ sơ tại chính phủ tự trị? | Ngày nhận danh hiệu? | Hình ảnh     |
| -------------- | ------- | -------- | ------ | ------------------- | ------------------------------ | -------------------- | ------------ |
| Tháp Marchena  | Di tích | Dúrcal   |        | RI-51-0011713       | 180_____                       | 25/06/1985           | Upload image |
| Lâu đài Dúrcal | Di tích | Dúrcal   |        | RI-51-0011714       | 180_____                       | 25/06/1985           | Upload image |

### E

#### El Pinar
| Tên              | Dạng    | Địa điểm | Tọa độ | Số hồ sơ tham khảo? | Số hồ sơ tại chính phủ tự trị? | Ngày nhận danh hiệu? | Hình ảnh     |
| ---------------- | ------- | -------- | ------ | ------------------- | ------------------------------ | -------------------- | ------------ |
| Tháp Ízbor       | Di tích | El Pinar |        | RI-51-0011808       | 180_____                       | 25/06/1985           | Upload image |
| Pháo đài Tablate | Di tích | El Pinar |        | RI-51-0011809       | 180_____                       | 25/06/1985           | Upload image |

#### El Valle
| Tên              | Dạng            | Địa điểm          | Tọa độ | Số hồ sơ tham khảo? | Số hồ sơ tại chính phủ tự trị? | Ngày nhận danh hiệu? | Hình ảnh     |
| ---------------- | --------------- | ----------------- | ------ | ------------------- | ------------------------------ | -------------------- | ------------ |
| Lâu đài Restábal | Di tích Lâu đài | El Valle Restábal |        | RI-51-0011830       | 189020004                      | 25/06/1985           | Upload image |
| Atalaya Saleres  | Di tích Tháp    | El Valle          |        | RI-51-0011829       | 189020006                      | 25/06/1985           | Upload image |

#### Escúzar
| Tên              | Dạng    | Địa điểm | Tọa độ | Số hồ sơ tham khảo? | Số hồ sơ tại chính phủ tự trị? | Ngày nhận danh hiệu? | Hình ảnh     |
| ---------------- | ------- | -------- | ------ | ------------------- | ------------------------------ | -------------------- | ------------ |
| Tháp Escúzar     | Di tích | Escúzar  |        | RI-51-0011715       | 180_____                       | 25/06/1985           | Upload image |
| Castillejo Agrón | Di tích | Escúzar  |        | RI-51-0011716       | 180_____                       | 25/06/1985           | Upload image |

### F

#### Ferreira
| Tên                   | Dạng              | Địa điểm | Tọa độ | Số hồ sơ tham khảo? | Số hồ sơ tại chính phủ tự trị? | Ngày nhận danh hiệu? | Hình ảnh     |
| --------------------- | ----------------- | -------- | ------ | ------------------- | ------------------------------ | -------------------- | ------------ |
| Lâu đài Ferreira      | Di tích Lâu đài   | Ferreira |        | RI-51-0011717       | 180740009                      | 25/06/1985           | Upload image |
| Castillejo (Ferreira) | Di tích           | Ferreira |        | RI-51-0011718       | 180740010                      | 25/06/1985           | Upload image |
| Pháo đài Ramella      | Di tích Fortaleza | Ferreira |        | RI-51-0011719       | 180740011                      | 25/06/1985           | Upload image |
| Tháp cerro Juan Canal | Di tích Tháp      | Ferreira |        | RI-51-0011720       | 180740012                      | 25/06/1985           | Upload image |

#### Fonelas
| Tên                    | Dạng    | Địa điểm | Tọa độ | Số hồ sơ tham khảo? | Số hồ sơ tại chính phủ tự trị? | Ngày nhận danh hiệu? | Hình ảnh     |
| ---------------------- | ------- | -------- | ------ | ------------------- | ------------------------------ | -------------------- | ------------ |
| Tháp Guajar            | Di tích | Fonelas  |        | RI-51-0007757       | 180_____                       | 22/06/1993           | Upload image |
| Tháp Palomas (Fonelas) | Di tích | Fonelas  |        | RI-51-0007758       | 180_____                       | 22/06/1993           | Upload image |
| Tháp Pozico            | Di tích | Fonelas  |        | RI-51-0007759       | 180_____                       | 22/06/1993           | Upload image |
| Tháp Muros             | Di tích | Fonelas  |        | RI-51-0007760       | 180_____                       | 22/06/1993           | Upload image |

#### Freila
| Tên                | Dạng    | Địa điểm | Tọa độ | Số hồ sơ tham khảo? | Số hồ sơ tại chính phủ tự trị? | Ngày nhận danh hiệu? | Hình ảnh     |
| ------------------ | ------- | -------- | ------ | ------------------- | ------------------------------ | -------------------- | ------------ |
| Tháp Llano Torre   | Di tích | Freila   |        | RI-51-0011722       | 180_____                       | 25/06/1985           | Upload image |
| Tháp Moro (Freila) | Di tích | Freila   |        | RI-51-0011723       | 180_____                       | 25/06/1985           | Upload image |
| Lâu đài Freila     | Di tích | Freila   |        | RI-51-0007761       | 180_____                       | 22/06/1993           | Upload image |

### G

#### Gabia la Grande
| Tên                                | Dạng    | Địa điểm        | Tọa độ | Số hồ sơ tham khảo? | Số hồ sơ tại chính phủ tự trị? | Ngày nhận danh hiệu? | Hình ảnh     |
| ---------------------------------- | ------- | --------------- | ------ | ------------------- | ------------------------------ | -------------------- | ------------ |
| Tháp Gabia Grande                  | Di tích | Gabia la Grande |        | RI-51-0000231       | 180_____                       | 06/07/1922           | Upload image |
| Monumento subterráneo Gabia Grande | Di tích | Gabia la Grande |        | RI-51-0000585       | 180_____                       | 03/06/1931           | Upload image |

#### Galera
| Tên                                       | Dạng        | Địa điểm | Tọa độ | Số hồ sơ tham khảo? | Số hồ sơ tại chính phủ tự trị? | Ngày nhận danh hiệu? | Hình ảnh                         |
| ----------------------------------------- | ----------- | -------- | ------ | ------------------- | ------------------------------ | -------------------- | -------------------------------- |
| Tháp Tarahal                              | Di tích     | Galera   |        | RI-51-0011725       | 180_____                       | 25/06/1985           | Upload image                     |
| Tháp Albarrani                            | Di tích     | Galera   |        | RI-51-0011726       | 180_____                       | 25/06/1985           | Upload image                     |
| Recinto tăng cường Alquería               | Di tích     | Galera   |        | RI-51-0011727       | 180_____                       | 25/06/1985           | Upload image                     |
| Tháp Ozmín                                | Di tích     | Galera   |        | RI-51-0011728       | 180_____                       | 25/06/1985           | Torre de Ozmín · Upload image    |
| Lâu đài Galera                            | Di tích     | Galera   |        | RI-51-0011724       | 180_____                       | 25/06/1985           | Upload image                     |
| Nhà thờ Parroquial Ntra. Sra. Encarnación | Di tích     | Galera   |        | RI-51-0004733       | 180_____                       | 12/11/1982           | Upload image                     |
| Nghĩa địa Hispánica (De Tútugi)           | Khu khảo cổ | Galera   |        | RI-55-0000024       | 180_____                       | 03/06/1931           | Upload image                     |
| Castellón Alto                            | Khu khảo cổ | Galera   |        | RI-55-0000198       | 180_____                       | 12/03/1996           | El Castellón Alto · Upload image |

#### Gobernador
| Tên                           | Dạng    | Địa điểm   | Tọa độ | Số hồ sơ tham khảo? | Số hồ sơ tại chính phủ tự trị? | Ngày nhận danh hiệu? | Hình ảnh     |
| ----------------------------- | ------- | ---------- | ------ | ------------------- | ------------------------------ | -------------------- | ------------ |
| Nhà thờ Parroquial Gobernador | Di tích | Gobernador |        | RI-51-0004635       | 180_____                       | 30/04/1982           | Upload image |

#### Gor
| Tên              | Dạng        | Địa điểm | Tọa độ | Số hồ sơ tham khảo? | Số hồ sơ tại chính phủ tự trị? | Ngày nhận danh hiệu? | Hình ảnh     |
| ---------------- | ----------- | -------- | ------ | ------------------- | ------------------------------ | -------------------- | ------------ |
| Tháp Gor I       | Di tích     | Gor      |        | RI-51-0011729       | 180_____                       | 25/06/1985           | Upload image |
| Tháp Gor II      | Di tích     | Gor      |        | RI-51-0012232       | 180_____                       | 25/06/1985           | Upload image |
| Lâu đài Gor      | Di tích     | Gor      |        | RI-51-0007762       | 180_____                       | 22/06/1993           | Upload image |
| "Las Angosturas" | Khu khảo cổ | Gor      |        | RI-55-0000194       | 180_____                       | 12/03/1996           | Upload image |

#### Gorafe
| Tên             | Dạng    | Địa điểm | Tọa độ | Số hồ sơ tham khảo? | Số hồ sơ tại chính phủ tự trị? | Ngày nhận danh hiệu? | Hình ảnh     |
| --------------- | ------- | -------- | ------ | ------------------- | ------------------------------ | -------------------- | ------------ |
| Lâu đài Gorafe  | Di tích | Gorafe   |        | RI-51-0011730       | 180_____                       | 25/06/1985           | Upload image |
| Pháo đài Cuervo | Di tích | Gorafe   |        | RI-51-0011731       | 180_____                       | 25/06/1985           | Upload image |

#### Granada
| Tên                                                                       | Dạng                                                          | Địa điểm                                    | Tọa độ                                        | Số hồ sơ tham khảo?  | Số hồ sơ tại chính phủ tự trị? | Ngày nhận danh hiệu? | Hình ảnh                                                                   |
| ------------------------------------------------------------------------- | ------------------------------------------------------------- | ------------------------------------------- | --------------------------------------------- | -------------------- | ------------------------------ | -------------------- | -------------------------------------------------------------------------- |
| Abadía Sacromonte                                                         | Di tích Kiến trúc tôn giáo                                    | Granada                                     | 37°10′59″B 3°34′36″T / 37,183012°B 3,576756°T | RI-51-0004327        | 01180870073                    | 26/01/1979           | Abadia del Sacromonte · Upload image                                       |
| Alcázar Genil                                                             | Di tích Kiểu: Arte islámico                                   | Granada C/ Rey Abú Said, 2                  | 37°09′53″B 3°36′02″T / 37,164693°B 3,600542°T | RI-51-0000221        | 01180870012                    | 06/07/1922           | Alcazar Genil · Upload image                                               |
| Lâu đài Alhambra và Generalife                                            | Di tích Complejo palaciego y jardines                         | Granada                                     | 37°10′36″B 3°35′24″T / 37,176603°B 3,589951°T | RI-51-0010966        | 01180870177                    | 23/03/2004           | Alhambra y Generalife · Upload image                                       |
| Archivo Real Chancillería Granada                                         | Lưu trữ                                                       | Granada Plaza del Padre Suárez, 1           | 37°10′32″B 3°35′49″T / 37,175682°B 3,597075°T | RI-AR-0000030        | 01180870372                    | 10/11/1997           | Archivo de la Real Chancillería de Granada · Upload image                  |
| Lưu trữ lịch sử Provincial Granada                                        | Lưu trữ                                                       | Granada C/ San Agapito, 2                   | 37°11′33″B 3°36′19″T / 37,192436°B 3,605179°T | RI-AR-0000056        | 01180870383                    | 25/06/1985           | Archivo Histórico Provincial de Granada · Upload image                     |
| Madraza Granada (Palacio Madraza)                                         | Di tích Kiểu: Baroque                                         | Granada C/ Oficios                          | 37°10′34″B 3°35′54″T / 37,176169°B 3,59829°T  | RI-51-0000219        | 01180870002                    | 06/07/1922           | Ayuntamiento Viejo · Upload image                                          |
| Vương cung thánh đường Nuestra Señora Angustias                           | Di tích                                                       | Granada Carrera de la Virgen                | 37°10′12″B 3°35′50″T / 37,169877°B 3,597112°T | RI-51-0004899        | 01180870075                    | 15/06/1983           | Basílica de Nuestra Señora de las Angustias · Upload image                 |
| Thư viện Pública Provincial Granada (Thư viện Andalucía)                  | Biblioteca                                                    | Granada C/ Profesor Sáinz Cantero, 4        | 37°10′41″B 3°36′23″T / 37,178145°B 3,606427°T | RI-BI-0000013        | 01180870280                    | 25/06/1985           | Biblioteca Pública del Estado (Granada) · Upload image                     |
| Carmen Fundación Rodríguez Acosta                                         | Di tích                                                       | Granada Callejón Niño del Royo, 8           | 37°10′30″B 3°35′33″T / 37,175002°B 3,592452°T | RI-51-0004760        | 01180870036                    | 22/12/1982           | Carmen de la Fundación Rodríguez Acosta · Upload image                     |
| Nhà Tiros                                                                 | Di tích Kiến trúc dân sự                                      | Granada C/ Pavaneras, 19                    | 37°10′29″B 3°35′44″T / 37,174729°B 3,595503°T | RI-51-0000171        | 01180870003                    | 03/12/1919           | Casa de los Tiros · Upload image                                           |
| Nhà Chapiz                                                                | Di tích                                                       | Granada                                     | 37°10′51″B 3°35′18″T / 37,180848°B 3,588467°T | RI-51-0000173        | 01180870016                    | 03/12/1919           | Casa del Chapiz · Upload image                                             |
| Nhà Córdova (Nhà Córdova)                                                 | Di tích                                                       | Granada                                     | 37°10′47″B 3°35′13″T / 37,179755°B 3,587029°T | RI-51-0004442        | 01180870015                    | 04/12/1980           | Casa del Gran Capitán y su huerta · Upload image                           |
| Lâu đài Bibataubín                                                        | Di tích                                                       | Granada                                     | 37°10′18″B 3°35′51″T / 37,171658°B 3,597404°T | RI-51-0011734        | 01180870096                    | 25/06/1985           | Castillo de Bibataubín · Upload image                                      |
| Nhà thờ chính tòa Granada                                                 | Di tích Catedral                                              | Granada Pza. de las Pasiegas C/ Cárcel Baja | 37°10′35″B 3°35′56″T / 37,17648°B 3,599001°T  | RI-51-0000339        | 01180870069                    | 02/11/1929           | Catedral de la Anunciación · Upload image                                  |
| Bañuelo (Baños Nogal)                                                     | Di tích Baños árabes Thời gian: Thế kỷ 11                     | Granada Carrera del Darro                   | 37°10′42″B 3°35′34″T / 37,178296°B 3,592876°T | RI-51-0000159        | 01180870038                    | 30/11/1918           | El Bañuelo · Upload image                                                  |
| Bệnh viện Real Granada                                                    | Di tích Bệnh viện                                             | Granada Cuesta del Hospicio, s/n            | 37°11′05″B 3°36′04″T / 37,184839°B 3,600994°T | RI-51-0000580        | 01180870032                    | 03/06/1931           | Hospital Real · Upload image                                               |
| Nhà thờ Santa María Magdalena (Granada) (Nhà thờ Santa María Magdalena)   | Di tích Kiến trúc tôn giáo                                    | Granada                                     | 37°10′26″B 3°36′07″T / 37,174012°B 3,601916°T | RI-51-0005067        | 01180870071                    | 17/05/1985           | Iglesia Conventual del Santísimo Corpus Christi · Upload image             |
| Tu viện San Jerónimo (Granada)                                            | Di tích Kiến trúc tôn giáo                                    | Granada C/ Rector López Argueta, s/n        | 37°10′45″B 3°36′15″T / 37,179206°B 3,604111°T | RI-51-0000019        | 01180870064                    | 24/05/1877           | Iglesia de San Jerónimo · Upload image                                     |
| Nhà thờ Santa Ana (Granada)                                               | Di tích Kiến trúc tôn giáo Kiểu: Mudéjar Thời gian: Thế kỷ 16 | Granada                                     | 37°10′38″B 3°35′41″T / 37,177294°B 3,594726°T | RI-51-0000583        | 01180870070                    | 03/06/1931           | Iglesia de Santa Ana · Upload image                                        |
| Carmen Mártires                                                           | Jardín histórico                                              | Granada                                     | 37°10′26″B 3°35′20″T / 37,17387°B 3,58891°T   | RI-52-0000024        | 01180870053                    | 27/09/1943           | Jardín de El Carmen de los Mártires · Upload image                         |
| Generalife                                                                | Jardín histórico                                              | Granada                                     | 37°10′35″B 3°35′14″T / 37,17625°B 3,587345°T  | RI-52-0000021        | 01180870056                    | 27/07/1943           | Jardín del Conjunto del Generalife · Upload image                          |
| Lâu đài Alhambra                                                          | Jardín histórico                                              | Granada                                     | 37°10′37″B 3°35′19″T / 37,176864°B 3,588641°T | RI-52-0000001        | 01180870054                    | 27/07/1943           | Jardines de la Alhambra · Upload image                                     |
| Lâu đài Alhambra                                                          | Di tích                                                       | Granada                                     | 37°10′39″B 3°35′23″T / 37,177427°B 3,589642°T | RI-51-0000009        | 01180870052                    | 10/02/1870           | La Alhambra · Upload image                                                 |
| Cartuja Granada (Tu viện Asunción)                                        | Di tích Tu viện                                               | Granada Paseo de la Cartuja, s/n            | 37°11′31″B 3°35′58″T / 37,191939°B 3,599508°T | RI-51-0000582        | 01180870062                    | 03/06/1931           | Monasterio de la Cartuja · Upload image                                    |
| Cung điện Abrantes (Granada)                                              | Di tích Kiến trúc dân sự Thời gian: Thế kỷ 16                 | Granada                                     | 37°10′31″B 3°35′53″T / 37,175162°B 3,597964°T | RI-51-0004978        | 01180870010                    | 16/11/1983           | Palacio de Abrantes · Upload image                                         |
| Quảng trường toros Granada                                                | Di tích Cung điện đấu bò                                      | Granada Avda. Doctor Oloriz, 25             | 37°11′20″B 3°36′28″T / 37,188911°B 3,607713°T | RI-51-0006927        | 01180870094                    | 10/12/1991           | Plaza de toros de Granada · Upload image                                   |
| Cổng Elvira (Lâu đài Cổng Elvira ở Alhambra)                              | Di tích Thời gian: Thế kỷ 11                                  | Granada                                     | 37°10′55″B 3°35′58″T / 37,182069°B 3,599578°T | RI-51-0000009-00001  | 01180870049                    | 11/06/1896           | Castillo de la Puerta de Elvira en la Alhambra · Upload image              |
| Cổng Granadas                                                             | Di tích                                                       | Granada Cuesta de Gomérez, 40-44            | 37°10′33″B 3°35′35″T / 37,175942°B 3,593103°T | RI-51-0000009        |                                | 10/02/1870           | Puerta o Arco de las Granadas · Upload image                               |
| Real Chancilleria Granada (Audiencia)                                     | Di tích                                                       | Granada Plaza del Padre Suárez, 1           | 37°10′38″B 3°35′44″T / 37,177245°B 3,595616°T | RI-51-0004243        | 01180870001                    | 04/01/1977           | Real Chancilleria de Granada · Upload image                                |
| Ruinas Puente Cadí                                                        | Di tích                                                       | Granada Carrera del Darro                   | 37°10′42″B 3°35′34″T / 37,178255°B 3,592681°T | RI-51-0000578        | 01180870035                    | 03/06/1931           | Ruinas del Puente del Cadí · Upload image                                  |
| Silla Moro                                                                | Di tích Kiến trúc phòng thủ                                   | Granada                                     | 37°10′42″B 3°35′02″T / 37,178197°B 3,58388°T  | Declaración genérica |                                | 22/04/1949           | Silla del Moro · Upload image                                              |
| Alcazaba Granada                                                          | Di tích                                                       | Granada                                     |                                               | RI-51-0011733        | 180_____                       | 25/06/1985           | Alcazaba de Granada S. VIII · Upload image                                 |
| Alfar Romano Cartuja                                                      | Di tích                                                       | Granada                                     |                                               | RI-51-0003830        | 180_____                       | 16/10/1969           | Upload image                                                               |
| Antiguo Tu viện Santa Paula                                               | Di tích                                                       | Granada                                     |                                               | RI-51-0004857        | 180_____                       | 20/04/1983           | Upload image                                                               |
| Capilla Real Granada                                                      | Di tích                                                       | Granada                                     |                                               | RI-51-0000041        | 180_____                       | 19/05/1884           | Capilla Real de los Santos Juanes · Upload image                           |
| Nhà Girones                                                               | Di tích                                                       | Granada                                     |                                               | RI-51-0000222        | 180_____                       | 06/07/1922           | Casa de los Girones · Upload image                                         |
| Nhà Vargas, antiguo "de Salazar".                                         | Di tích                                                       | Granada                                     |                                               | RI-51-0004420        | 180_____                       | 07/03/1980           | Upload image                                                               |
| Nhà Morisca " corralón".                                                  | Di tích                                                       | Granada                                     |                                               | RI-51-0004330        | 180_____                       | 02/02/1979           | Upload image                                                               |
| Nhà Morisca Horno Oro                                                     | Di tích                                                       | Granada                                     |                                               | RI-51-0000223        | 180_____                       | 06/07/1922           | Upload image                                                               |
| Nhà Número 4 Cổng Real                                                    | Di tích                                                       | Granada                                     |                                               | RI-51-0004944        | 180_____                       | 29/09/1983           | Upload image                                                               |
| Colegiata Santos Justo và Pastor                                          | Di tích                                                       | Granada                                     |                                               | RI-51-0004403        | 180_____                       | 25/01/1980           | Colegiata de los Santos Justo y Pastor · Upload image                      |
| Colegio Música                                                            | Di tích                                                       | Granada                                     |                                               | RI-51-0004174        | 180_____                       | 26/06/1975           | Upload image                                                               |
| Paseos và espacios ajardinados Genil                                      | Jardín histórico                                              | Granada                                     | 37°10′10″B 3°35′44″T / 37,169397°B 3,595605°T | RI-52-0000086        | 180_____                       | 04/09/2007           | Paseos y espacios ajardinados del Genil · Upload image                     |
| Jardín Carmen Cipreses                                                    | Jardín histórico                                              | Granada                                     |                                               | RI-52-0000042        | 01180870055                    | 23/11/1983           | Upload image                                                               |
| Colegio Niñas Nobles                                                      | Di tích                                                       | Granada                                     |                                               | RI-51-0000228        | 180_____                       | 06/07/1922           | Upload image                                                               |
| Colegio Máximo Compañía Jesús                                             | Di tích                                                       | Granada                                     |                                               | RI-51-0004786        | 180_____                       | 19/01/1983           | Upload image                                                               |
| Tu viện Santa Catalina Zafra và Nhà Morisca Zafra                         | Di tích Tu viện                                               | Granada                                     |                                               | RI-51-0000576        | 180_____                       | 03/06/1931           | Convento de Santa Catalina de Zafra y Casa Morisca de Zafra · Upload image |
| Tu viện Santa Isabel Real                                                 | Di tích Tu viện                                               | Granada                                     |                                               | RI-51-0000232        | 180_____                       | 06/07/1922           | Convento de Santa Isabel la Real · Upload image                            |
| Corral Carbón                                                             | Di tích                                                       | Granada                                     |                                               | RI-51-0000154        | 180_____                       | 27/04/1918           | Corral del Carbón · Upload image                                           |
| Cuartel Merced                                                            | Di tích                                                       | Granada                                     |                                               | RI-51-0000220        | 180_____                       | 06/07/1922           | Upload image                                                               |
| Cuarto Real Santo Domingo                                                 | Di tích                                                       | Granada                                     |                                               | RI-51-0000172        | 180_____                       | 03/12/1919           | Upload image                                                               |
| Delimitación Quần thể Histórico Granada                                   | Khu phức hợp lịch sử                                          | Granada                                     |                                               | RI-53-0000002        | 180_____                       | 05/12/1929           | Delimitación del Conjunto Histórico de Granada · Upload image              |
| Dique con tajamares ở cauce río Genil (Muro contención ở cauce río Genil) | Di tích                                                       | Granada                                     |                                               | RI-51-0011570        | 180_____                       | 26/06/2007           | Upload image                                                               |
| Maristán Nazarí Bệnh viện árabe, Nhà Moneda                               | Di tích                                                       | Granada                                     |                                               | RI-51-0011389        | 180_____                       | 26/04/2005           | Upload image                                                               |
| Nhà hoang San Sebastián (Granada)                                         | Di tích                                                       | Granada                                     |                                               | RI-51-0000577        | 180_____                       | 03/06/1931           | Ermita de San Sebastián (Granada) · Upload image                           |
| Bệnh viện San Juan Dios (Granada)                                         | Di tích                                                       | Granada                                     |                                               | RI-51-0004405        | 180_____                       | 25/01/1980           | Hospital de San Juan de Dios (Granada) · Upload image                      |
| Nhà thờ San José (Granada)                                                | Di tích                                                       | Granada                                     |                                               | RI-51-0000581        | 180_____                       | 03/06/1931           | Iglesia de San José (Granada) · Upload image                               |
| Nhà thờ San Juan Reyes                                                    | Di tích                                                       | Granada                                     |                                               | RI-51-0000035        | 180_____                       | 05/06/1883           | Iglesia de San Juan de los Reyes · Upload image                            |
| Nhà thờ Santiago (Granada)                                                | Di tích                                                       | Granada                                     |                                               | RI-51-0004573        | 180_____                       | 15/01/1982           | Upload image                                                               |
| Alcazaba Cadima                                                           | Di tích                                                       | Granada                                     |                                               | RI-51-0011732        | 180_____                       | 25/06/1985           | Muralla de la Medina · Upload image                                        |
| Tường thành Albaicin                                                      | Di tích                                                       | Granada                                     |                                               | RI-51-0000229        | 180_____                       | 06/07/1922           | Murallas del Albaicin · Upload image                                       |
| Tường thành Alcazaba                                                      | Di tích                                                       | Granada                                     |                                               | RI-51-0000230        | 180_____                       | 06/07/1922           | Murallas de la Alcazaba · Upload image                                     |
| Bảo tàng Khảo cổ Alhambra                                                 | Di tích                                                       | Granada                                     |                                               | RI-51-0001360        | 180_____                       | 01/03/1962           | Museo Arqueológico de la Alhambra · Upload image                           |
| Bảo tàng Bellas Artes (Granada)                                           | Di tích                                                       | Granada                                     |                                               | RI-51-0001359        | 180_____                       | 01/03/1962           | Museo de Bellas Artes (Granada) · Upload image                             |
| Bảo tàng Capilla Real                                                     | Di tích                                                       | Granada                                     |                                               | RI-51-0001361        | 180_____                       | 01/03/1962           | Upload image                                                               |
| Carmen Ave María (Casa- Bảo tàng Manuel Falla)                            | Địa điểm lịch sử                                              | Granada                                     |                                               | RI-54-0000227        | 180_____                       | 18/07/2006           | Upload image                                                               |
| Cung điện Cuesta Gomérez                                                  | Di tích                                                       | Granada                                     |                                               | RI-51-0004586        | 180_____                       | 01/02/1982           | Upload image                                                               |
| Puente Verde                                                              | Di tích                                                       | Granada                                     |                                               | RI-51-0011587        | 180_____                       | 04/09/2007           | Puente Verde · Upload image                                                |
| Arco Orejas                                                               | Di tích                                                       | Granada                                     |                                               | RI-51-0000028        | 180_____                       | 10/10/1881           | Puerta de Bibarrambla o de las Orejas · Upload image                       |
| Cổng Monaita                                                              | Di tích                                                       | Granada                                     |                                               | RI-51-0000579        | 180_____                       | 03/06/1931           | Puerta Monaita · Upload image                                              |

#### Guadahortuna
| Tên                             | Dạng    | Địa điểm     | Tọa độ | Số hồ sơ tham khảo? | Số hồ sơ tại chính phủ tự trị? | Ngày nhận danh hiệu? | Hình ảnh     |
| ------------------------------- | ------- | ------------ | ------ | ------------------- | ------------------------------ | -------------------- | ------------ |
| Torrecilla                      | Di tích | Guadahortuna |        | RI-51-0011735       | 180_____                       | 25/06/1985           | Upload image |
| Nhà thờ Parroquial Guadahortuna | Di tích | Guadahortuna |        | RI-51-0004898       | 180_____                       | 15/06/1983           | Upload image |

#### Guadix
| Tên                                               | Dạng                 | Địa điểm | Tọa độ | Số hồ sơ tham khảo? | Số hồ sơ tại chính phủ tự trị? | Ngày nhận danh hiệu? | Hình ảnh                                             |
| ------------------------------------------------- | -------------------- | -------- | ------ | ------------------- | ------------------------------ | -------------------- | ---------------------------------------------------- |
| Tường urbana (Guadix)                             | Di tích              | Guadix   |        | RI-51-0011736       | 180_____                       |                      | Upload image                                         |
| Tháp Culibre                                      | Di tích              | Guadix   |        | RI-51-0011737       | 180_____                       | 25/06/1985           | Upload image                                         |
| Tháp Paulenca                                     | Di tích              | Guadix   |        | RI-51-0011738       | 180_____                       | 25/06/1985           | Upload image                                         |
| Lâu đài Bácor - Olivar                            | Di tích              | Guadix   |        | RI-51-0011739       | 180_____                       | 25/06/1985           | Upload image                                         |
| Cung điện Marqueses Peñaflor                      | Di tích              | Guadix   |        | RI-51-0004584       | 180_____                       | 01/02/1982           | Upload image                                         |
| Quần thể Histórico Artístico Casco Antiguo Guadix | Khu phức hợp lịch sử | Guadix   |        | RI-53-0000209       | 180_____                       | 24/08/1976           | Upload image                                         |
| Nhà thờ San Francisco (Guadix)                    | Di tích              | Guadix   |        | RI-51-0004886       | 180_____                       | 25/05/1983           | Iglesia de San Francisco (Guadix) · Upload image     |
| Alcazaba Guadix                                   | Di tích              | Guadix   |        | RI-51-0000590       | 180_____                       | 03/06/1931           | Alcazaba (Guadix) · Upload image                     |
| Nhà thờ chính tòa Guadix                          | Di tích              | Guadix   |        | RI-51-0000595       | 180_____                       | 03/06/1931           | La Iglesia Catedral de la Encarnación · Upload image |
| Tu viện Santiago (Guadix)                         | Di tích              | Guadix   |        | RI-51-0000598       | 180_____                       | 03/06/1931           | Upload image                                         |
| Tháp Baza                                         | Di tích              | Guadix   |        | RI-51-0007763       | 180_____                       | 22/06/1993           | Upload image                                         |

#### Gualchos
| Tên                          | Dạng    | Địa điểm                  | Tọa độ | Số hồ sơ tham khảo? | Số hồ sơ tại chính phủ tự trị? | Ngày nhận danh hiệu? | Hình ảnh     |
| ---------------------------- | ------- | ------------------------- | ------ | ------------------- | ------------------------------ | -------------------- | ------------ |
| Tháp Zambullón               | Di tích | Gualchos                  |        | RI-51-0011742       | 180_____                       | 25/06/1985           | Upload image |
| Tháp Cambriles               | Di tích | Gualchos Castell de Ferro |        | RI-51-0007743       | 180_____                       | 22/06/1993           | Upload image |
| Tháp Rinaja VIGÍA DEL ÁGUILA | Di tích | Gualchos Castell de Ferro |        | RI-51-0007744       | 180_____                       | 22/06/1993           | Upload image |
| Tháp Estancia                | Di tích | Gualchos Castell de Ferro |        | RI-51-0007745       | 180_____                       | 22/06/1993           | Upload image |
| Lâu đài Castell Ferro        | Di tích | Gualchos Castell de Ferro |        | RI-51-0008801       | 180_____                       | 22/06/1994           | Upload image |

#### Güéjar Sierra
| Tên                    | Dạng    | Địa điểm      | Tọa độ | Số hồ sơ tham khảo? | Số hồ sơ tại chính phủ tự trị? | Ngày nhận danh hiệu? | Hình ảnh     |
| ---------------------- | ------- | ------------- | ------ | ------------------- | ------------------------------ | -------------------- | ------------ |
| Alcazaba Güejar Sierra | Di tích | Güéjar Sierra |        | RI-51-0011743       | 180_____                       | 25/06/1985           | Upload image |
| Castillejo Güéjar      | Di tích | Güéjar Sierra |        | RI-51-0011744       | 180_____                       | 25/06/1985           | Upload image |
| Lâu đài Canales        | Di tích | Güéjar Sierra |        | RI-51-0011745       | 180_____                       | 25/06/1985           | Upload image |

#### Güevéjar
| Tên                     | Dạng    | Địa điểm | Tọa độ | Số hồ sơ tham khảo? | Số hồ sơ tại chính phủ tự trị? | Ngày nhận danh hiệu? | Hình ảnh     |
| ----------------------- | ------- | -------- | ------ | ------------------- | ------------------------------ | -------------------- | ------------ |
| Tháp Atalaya (Güevéjar) | Di tích | Güevéjar |        | RI-51-0011746       | 180_____                       | 25/06/1985           | Upload image |

### H

#### Huélago
| Tên                                         | Dạng    | Địa điểm | Tọa độ | Số hồ sơ tham khảo? | Số hồ sơ tại chính phủ tự trị? | Ngày nhận danh hiệu? | Hình ảnh     |
| ------------------------------------------- | ------- | -------- | ------ | ------------------- | ------------------------------ | -------------------- | ------------ |
| Tajo Águila (Huélago) - RI-51-0011844       | Di tích | Huélago  |        | RI-51-0011844       | 180_____                       | 25/06/1985           | Upload image |
| Tajo Águila I                               | Di tích | Huélago  |        | RI-51-0011844-00001 | 180_____                       | 25/06/1985           | Upload image |
| Tajo Águila II                              | Di tích | Huélago  |        | RI-51-0011844-00002 | 180_____                       | 25/06/1985           | Upload image |
| Tajo Águila III                             | Di tích | Huélago  |        | RI-51-0011844-00003 | 180_____                       | 25/06/1985           | Upload image |
| Tajo Águila (Huélago) - RI-51-0011844-00004 | Di tích | Huélago  |        | RI-51-0011844-00004 | 180_____                       | 25/06/1985           | Upload image |
| Tajo Águila V                               | Di tích | Huélago  |        | RI-51-0011844-00005 | 180_____                       | 25/06/1985           | Upload image |
| Tajo Águila VI                              | Di tích | Huélago  |        | RI-51-0011844-00006 | 180_____                       | 25/06/1985           | Upload image |
| Tháp Huélago                                | Di tích | Huélago  |        | RI-51-0011747       | 180_____                       | 25/06/1985           | Upload image |

#### Huéneja
| Tên                  | Dạng    | Địa điểm | Tọa độ | Số hồ sơ tham khảo? | Số hồ sơ tại chính phủ tự trị? | Ngày nhận danh hiệu? | Hình ảnh     |
| -------------------- | ------- | -------- | ------ | ------------------- | ------------------------------ | -------------------- | ------------ |
| Baños Árabes Huéneja | Di tích | Huéneja  |        | RI-51-0009228       | 180_____                       | 02/11/2005           | Upload image |
| Tháp (Huéneja)       | Di tích | Huéneja  |        | RI-51-0011748       | 180_____                       | 25/06/1985           | Upload image |
| Lâu đài Huéneja      | Di tích | Huéneja  |        | RI-51-0012233       | 180_____                       | 25/06/1985           | Upload image |

#### Huéscar
| Tên                                                                                 | Dạng                                                                                       | Địa điểm | Tọa độ                                        | Số hồ sơ tham khảo? | Số hồ sơ tại chính phủ tự trị? | Ngày nhận danh hiệu? | Hình ảnh                                       |
| ----------------------------------------------------------------------------------- | ------------------------------------------------------------------------------------------ | -------- | --------------------------------------------- | ------------------- | ------------------------------ | -------------------- | ---------------------------------------------- |
| Colegiata Encarnación (Parroquia Santa María Mayor)                                 | Di tích Kiến trúc tôn giáo Kiểu: Kiến trúc Gothic-Kiến trúc Phục Hưng Thời gian: Thế kỷ 16 | Huéscar  | 37°48′35″B 2°32′25″T / 37,809708°B 2,540306°T | RI-51-0003895       | 180_____                       | 08/02/1973           | Upload image                                   |
| Tháp Homenaje Huéscar (Tháp Homenaje Antigua Pháo đài Mulsumana, dejado sin efecto) | Di tích Kiến trúc phòng thủ                                                                | Huéscar  | 37°48′33″B 2°32′17″T / 37,809268°B 2,538053°T | RI-51-0008802       | 180_____                       | 22/06/1994           | Torre del Homenaje de Huéscar · Upload image   |
| Teatro Oscense                                                                      | Di tích                                                                                    | Huéscar  |                                               | RI-51-0004419       | 180_____                       | 07/03/1980           | Upload image                                   |
| Atalaya Campo-Botardo                                                               | Di tích                                                                                    | Huéscar  |                                               | RI-51-0007766       | 180_____                       | 22/06/1993           | Upload image                                   |
| Letreros Martirez                                                                   | Di tích                                                                                    | Huéscar  |                                               | RI-51-0009310       | 180_____                       | 02/10/1996           | Upload image                                   |
| Alcazaba Huéscar                                                                    | Di tích                                                                                    | Huéscar  |                                               | RI-51-0011749       | 180_____                       | 25/06/1985           | Upload image                                   |
| Lâu đài Huéscar Vieja                                                               | Di tích                                                                                    | Huéscar  |                                               | RI-51-0011750       | 180_____                       | 25/06/1985           | Upload image                                   |
| Lâu đài Torralba                                                                    | Di tích                                                                                    | Huéscar  |                                               | RI-51-0011751       | 180_____                       | 25/06/1985           | Upload image                                   |
| Tháp Sierra Encantada                                                               | Di tích                                                                                    | Huéscar  |                                               | RI-51-0011752       | 180_____                       | 25/06/1985           | Torre de la Encantada (Huéscar) · Upload image |
| Tháp Almorox                                                                        | Di tích                                                                                    | Huéscar  |                                               | RI-51-0011753       | 180_____                       | 25/06/1985           | Torre de Almorox · Upload image                |
| Tháp Sierra Muerto                                                                  | Di tích                                                                                    | Huéscar  |                                               | RI-51-0011754       | 180_____                       | 25/06/1985           | Upload image                                   |
| Tháp Đồi Trompeta                                                                   | Di tích                                                                                    | Huéscar  |                                               | RI-51-0011755       | 180_____                       | 25/06/1985           | Torre del Cerro de la Trompeta · Upload image  |
| Lâu đài Đồi Trompeta                                                                | Di tích                                                                                    | Huéscar  |                                               | RI-51-0011756       | 180_____                       | 25/06/1985           | Upload image                                   |
| Tháp Ferrer                                                                         | Di tích                                                                                    | Huéscar  |                                               | RI-51-0011757       | 180_____                       | 25/06/1985           | Torre de Ferrer · Upload image                 |

#### Huétor Tájar
| Tên            | Dạng                       | Địa điểm                           | Tọa độ                                         | Số hồ sơ tham khảo? | Số hồ sơ tại chính phủ tự trị? | Ngày nhận danh hiệu? | Hình ảnh                                        |
| -------------- | -------------------------- | ---------------------------------- | ---------------------------------------------- | ------------------- | ------------------------------ | -------------------- | ----------------------------------------------- |
| Torreón Huétor | Di tích Torre de Alquería  | Huétor Tájar Plaza de Andalucía, 7 | 37°11′39″B 4°02′50″T / 37,1940445°B 4,047141°T | RI-51-0007767       | 181000002                      | 22/06/1993           | Torreón de Huétor (Huétor Tájar) · Upload image |
| Tájara         | Di tích Fortaleza (restos) | Huétor Tájar Casería de Las Torres | 37°12′16″B 4°01′20″T / 37,204367°B 4,0221068°T | RI-51-0011758       | 181000005                      | 25/06/1985           | Upload image                                    |

### I

#### Íllora
| Tên                       | Dạng                 | Địa điểm       | Tọa độ                                             | Số hồ sơ tham khảo? | Số hồ sơ tại chính phủ tự trị? | Ngày nhận danh hiệu? | Hình ảnh                                      |
| ------------------------- | -------------------- | -------------- | -------------------------------------------------- | ------------------- | ------------------------------ | -------------------- | --------------------------------------------- |
| Tháp Tocón hay Clementino | Di tích              | Íllora Tocón   | 37°14′18″B 3°57′58″T / 37,2382759°B 3,966141136°T  | RI-51-0007819       | 181020002                      | 22/06/1993           | Torre de Tocón o de Clementino · Upload image |
| Nhà thờ Parroquial Illora | Di tích              | Íllora         |                                                    | RI-51-0004401       | 180_____                       | 25/01/1980           | Upload image                                  |
| Lâu đài Íllora            | Di tích              | Íllora         |                                                    | RI-51-0007768       | 180_____                       | 22/06/1993           | Upload image                                  |
| Tháp Brácana              | Di tích Tháp Atalaya | Íllora Bracana | 37°13′21″B 3°58′04″T / 37,22252371°B 3,967890867°T | RI-51-0007769       | 181020009                      | 22/06/1993           | Upload image                                  |
| Lâu đài Jorbes            | Di tích              | Íllora Jorbes  |                                                    | RI-51-0007770       | 180_____                       | 22/06/1993           | Upload image                                  |
| Tháp Charcón              | Di tích              | Íllora         |                                                    | RI-51-0007771       | 180_____                       | 22/06/1993           | Upload image                                  |
| Atalaya Mesa              | Di tích              | Íllora         |                                                    | RI-51-0007787       | 180_____                       | 22/06/1993           | Upload image                                  |
| Tháp Gallina              | Di tích              | Íllora         |                                                    | RI-51-0007788       | 180_____                       | 22/06/1993           | Upload image                                  |
| Tháp Hachuelo (Íllora)    | Di tích              | Íllora         | 37°15′38″B 3°55′48″T / 37,2604986°B 3,9299836°T    | RI-51-0011759       | 181020018                      | 25/06/1985           | Upload image                                  |

#### Iznalloz
| Tên                         | Dạng    | Địa điểm | Tọa độ | Số hồ sơ tham khảo? | Số hồ sơ tại chính phủ tự trị? | Ngày nhận danh hiệu? | Hình ảnh                                                               |
| --------------------------- | ------- | -------- | ------ | ------------------- | ------------------------------ | -------------------- | ---------------------------------------------------------------------- |
| Tháp Poloria                | Di tích | Iznalloz |        | RI-51-0011760       | 180_____                       | 25/06/1985           | [[File:Archivo:IMAGO579\|100x100px\|centre\|border\|Torre de Poloria]] |
| Lâu đài Bárcinas            | Di tích | Iznalloz |        | RI-51-0011761       | 180_____                       | 25/06/1985           | Upload image                                                           |
| Nhà trú tạm Julio Martínez  | Di tích | Iznalloz |        | RI-51-0011845       | 180_____                       | 25/06/1985           | Upload image                                                           |
| IZ- 18                      | Di tích | Iznalloz |        | RI-51-0011846       | 180_____                       | 25/06/1985           | Upload image                                                           |
| Hang Agua                   | Di tích | Iznalloz |        | RI-51-0011847       | 180_____                       | 25/06/1985           | Upload image                                                           |
| Peñón Asno                  | Di tích | Iznalloz |        | RI-51-0011848       | 180_____                       | 25/06/1985           | Upload image                                                           |
| Portillo Toril              | Di tích | Iznalloz |        | RI-51-0011849       | 180_____                       | 25/06/1985           | Upload image                                                           |
| Hang Agua Prado Negro       | Di tích | Iznalloz |        | RI-51-0012234       | 180_____                       | 25/06/1985           | Upload image                                                           |
| Nhà thờ Parroquial Iznalloz | Di tích | Iznalloz |        | RI-51-0003908       | 180_____                       | 19/05/1973           | Upload image                                                           |
| Lâu đài Iznalloz            | Di tích | Iznalloz |        | RI-51-0007772       | 180_____                       | 22/06/1993           | Upload image                                                           |

### J

#### Jérez del Marquesado
| Tên                                               | Dạng    | Địa điểm             | Tọa độ | Số hồ sơ tham khảo? | Số hồ sơ tại chính phủ tự trị? | Ngày nhận danh hiệu? | Hình ảnh     |
| ------------------------------------------------- | ------- | -------------------- | ------ | ------------------- | ------------------------------ | -------------------- | ------------ |
| Torreón Jerez Marquesado                          | Di tích | Jerez del Marquesado |        | RI-51-0011762       | 180_____                       | 25/06/1985           | Upload image |
| Pháo đài Alrután                                  | Di tích | Jerez del Marquesado |        | RI-51-0011763       | 180_____                       | 25/06/1985           | Upload image |
| Castillo. Tháp (Jerez Marquesado) - RI-51-0007773 | Di tích | Jerez del Marquesado |        | RI-51-0007773       | 180_____                       | 22/06/1993           | Upload image |
| Castillo. Tháp (Jerez Marquesado) - RI-51-0007774 | Di tích | Jerez del Marquesado |        | RI-51-0007774       | 180_____                       | 22/06/1993           | Upload image |
| Lâu đài (Jerez Marquesado)                        | Di tích | Jerez del Marquesado |        | RI-51-0007775       | 180_____                       | 22/06/1993           | Upload image |

#### Jorairátar
| Tên                | Dạng    | Địa điểm   | Tọa độ | Số hồ sơ tham khảo? | Số hồ sơ tại chính phủ tự trị? | Ngày nhận danh hiệu? | Hình ảnh     |
| ------------------ | ------- | ---------- | ------ | ------------------- | ------------------------------ | -------------------- | ------------ |
| Lâu đài Jorairátar | Di tích | Jorairátar |        | RI-51-0011764       | 180_____                       | 25/06/1985           | Upload image |

#### Juviles
| Tên            | Dạng    | Địa điểm | Tọa độ | Số hồ sơ tham khảo? | Số hồ sơ tại chính phủ tự trị? | Ngày nhận danh hiệu? | Hình ảnh     |
| -------------- | ------- | -------- | ------ | ------------------- | ------------------------------ | -------------------- | ------------ |
| Fuerte Juviles | Di tích | Juviles  |        | RI-51-0007776       | 180_____                       | 22/06/1993           | Upload image |

### L

#### La Calahorra
| Tên                     | Dạng    | Địa điểm     | Tọa độ | Số hồ sơ tham khảo? | Số hồ sơ tại chính phủ tự trị? | Ngày nhận danh hiệu? | Hình ảnh                                |
| ----------------------- | ------- | ------------ | ------ | ------------------- | ------------------------------ | -------------------- | --------------------------------------- |
| Lâu đài árabe Calahorra | Di tích | La Calahorra |        | RI-51-0011700       | 180_____                       | 25/06/1985           | Upload image                            |
| Lâu đài Calahorra       | Di tích | La Calahorra |        | RI-51-0000225       | 180_____                       | 06/07/1922           | Castillo de la Calahorra · Upload image |

#### La Malahá
| Tên           | Dạng    | Địa điểm  | Tọa độ | Số hồ sơ tham khảo? | Số hồ sơ tại chính phủ tự trị? | Ngày nhận danh hiệu? | Hình ảnh     |
| ------------- | ------- | --------- | ------ | ------------------- | ------------------------------ | -------------------- | ------------ |
| Tháp (Malahá) | Di tích | La Malahá |        | RI-51-0011781       | 180_____                       | 25/06/1985           | Upload image |

#### La Peza
| Tên               | Dạng    | Địa điểm | Tọa độ | Số hồ sơ tham khảo? | Số hồ sơ tại chính phủ tự trị? | Ngày nhận danh hiệu? | Hình ảnh     |
| ----------------- | ------- | -------- | ------ | ------------------- | ------------------------------ | -------------------- | ------------ |
| Lâu đài Peza      | Di tích | La Peza  |        | RI-51-0011805       | 180_____                       | 25/06/1985           | Upload image |
| Castillejo (Peza) | Di tích | La Peza  |        | RI-51-0011806       | 180_____                       | 25/06/1985           | Upload image |
| Lâu đài Darro     | Di tích | La Peza  |        | RI-51-0011807       | 180_____                       | 25/06/1985           | Upload image |

#### La Zubia
| Tên                      | Dạng    | Địa điểm | Tọa độ | Số hồ sơ tham khảo? | Số hồ sơ tại chính phủ tự trị? | Ngày nhận danh hiệu? | Hình ảnh     |
| ------------------------ | ------- | -------- | ------ | ------------------- | ------------------------------ | -------------------- | ------------ |
| Baños Árabes Zubia       | Di tích | La Zubia |        | RI-51-0005256       | 180_____                       | 01/07/2003           | Upload image |
| Nhà thờ Parroquial Zubia | Di tích | La Zubia |        | RI-51-0005277       | 180_____                       | 21/12/2004           | Upload image |

#### Láchar
| Tên            | Dạng    | Địa điểm | Tọa độ | Số hồ sơ tham khảo? | Số hồ sơ tại chính phủ tự trị? | Ngày nhận danh hiệu? | Hình ảnh     |
| -------------- | ------- | -------- | ------ | ------------------- | ------------------------------ | -------------------- | ------------ |
| Lâu đài Láchar | Di tích | Láchar   |        | RI-51-0011765       | 180_____                       | 25/06/1985           | Upload image |

#### Lanjarón
| Tên                                    | Dạng    | Địa điểm | Tọa độ | Số hồ sơ tham khảo? | Số hồ sơ tại chính phủ tự trị? | Ngày nhận danh hiệu? | Hình ảnh                                                           |
| -------------------------------------- | ------- | -------- | ------ | ------------------- | ------------------------------ | -------------------- | ------------------------------------------------------------------ |
| Lâu đài Lanjarón CASTILLO DE LOS MOROS | Di tích | Lanjarón |        | RI-51-0007777       | 180_____                       | 22/06/1993           | Castillo medieval de Lanjarón CASTILLO DE LOS MOROS · Upload image |

#### Lanteira
| Tên                     | Dạng    | Địa điểm | Tọa độ | Số hồ sơ tham khảo? | Số hồ sơ tại chính phủ tự trị? | Ngày nhận danh hiệu? | Hình ảnh     |
| ----------------------- | ------- | -------- | ------ | ------------------- | ------------------------------ | -------------------- | ------------ |
| Fuerte Lanteira         | Di tích | Lanteira |        | RI-51-0011766       | 180_____                       | 25/06/1985           | Upload image |
| Lâu đài Barranco Secano | Di tích | Lanteira |        | RI-51-0007778       | 180_____                       | 22/06/1993           | Upload image |
| Lâu đài Barrio          | Di tích | Lanteira |        | RI-51-0007779       | 180_____                       | 22/06/1993           | Upload image |

#### Laroles
| Tên            | Dạng    | Địa điểm | Tọa độ | Số hồ sơ tham khảo? | Số hồ sơ tại chính phủ tự trị? | Ngày nhận danh hiệu? | Hình ảnh     |
| -------------- | ------- | -------- | ------ | ------------------- | ------------------------------ | -------------------- | ------------ |
| Lâu đài Júbar  | Di tích | Laroles  |        | RI-51-0011767       | 180_____                       | 25/06/1985           | Upload image |
| Lâu đài Picena | Di tích | Laroles  |        | RI-51-0011768       | 180_____                       | 25/06/1985           | Upload image |

#### Las Gabias
| Tên                                                            | Dạng        | Địa điểm   | Tọa độ | Số hồ sơ tham khảo? | Số hồ sơ tại chính phủ tự trị? | Ngày nhận danh hiệu? | Hình ảnh     |
| -------------------------------------------------------------- | ----------- | ---------- | ------ | ------------------- | ------------------------------ | -------------------- | ------------ |
| Criptopórtico và villa romana Las Gabias Monumento subterráneo | Khu khảo cổ | Las Gabias |        | RI-55-0000717       | 180_____                       | 01/06/2004           | Upload image |

#### Lecrín
| Tên                                    | Dạng                   | Địa điểm                  | Tọa độ | Số hồ sơ tham khảo? | Số hồ sơ tại chính phủ tự trị? | Ngày nhận danh hiệu? | Hình ảnh     |
| -------------------------------------- | ---------------------- | ------------------------- | ------ | ------------------- | ------------------------------ | -------------------- | ------------ |
| Lâu đài Mondújar                       | Di tích Lâu đài        | Lecrín Mondújar           |        | RI-51-0007780       | 180_____                       | 22/06/1993           | Upload image |
| Lâu đài Chite                          | Di tích                | Lecrín Chite              |        | RI-51-0011769       | 180_____                       | 25/06/1985           | Upload image |
| Lâu đài Lojuela                        | Di tích                | Lecrín Murchas            |        | RI-51-0007781       | 180_____                       | 22/06/1993           | Upload image |
| Termas Romanas (Lecrín)                | Khu khảo cổ            | Lecrín                    |        | RI-55-0000147       | 180_____                       | 06/02/1996           | Upload image |
| Nhà thờ Inmaculada Concepción (Lecrín) | Di tích Templo mudéjar | Lecrín Acequias (Granada) |        | RI-51-0011175       | [ 11 ]                         | 03/02/2004           | Upload image |

#### Loja
| Tên                                        | Dạng                 | Địa điểm | Tọa độ                                          | Số hồ sơ tham khảo? | Số hồ sơ tại chính phủ tự trị? | Ngày nhận danh hiệu? | Hình ảnh                                                         |
| ------------------------------------------ | -------------------- | -------- | ----------------------------------------------- | ------------------- | ------------------------------ | -------------------- | ---------------------------------------------------------------- |
| Tajos Lillo                                | Di tích              | Loja     |                                                 | RI-51-0011342       | 180_____                       | 25/06/1985           | Upload image                                                     |
| Tường thành Loja                           | Di tích              | Loja     |                                                 | RI-51-0011770       | 180_____                       | 25/06/1985           | Muralla urbana (Loja) · Upload image                             |
| Tháp Frontil                               | Di tích              | Loja     |                                                 | RI-51-0011771       | 180_____                       | 25/06/1985           | Upload image                                                     |
| Jardines Narváez (Loja)                    | Jardín histórico     | Loja     | 37°10′08″B 4°09′05″T / 37,1688409°B 4,1514712°T | RI-52-0000041       | 180_____                       | 09/11/1983           | Upload image                                                     |
| Tháp Cortijo Viejo                         | Di tích              | Loja     |                                                 | RI-51-0011772       | 180_____                       | 25/06/1985           | Upload image                                                     |
| Tháp Aire                                  | Di tích              | Loja     |                                                 | RI-51-0011773       | 180_____                       |                      | Upload image                                                     |
| Lâu đài Cortijo Aire                       | Di tích              | Loja     |                                                 | RI-51-0011774       | 180_____                       | 25/06/1985           | Upload image                                                     |
| Lâu đài Turrus                             | Di tích              | Loja     |                                                 | RI-51-0011775       | 180_____                       | 25/06/1985           | Upload image                                                     |
| Tháp Abor                                  | Di tích              | Loja     |                                                 | RI-51-0011776       | 180_____                       | 25/06/1985           | Upload image                                                     |
| Tháp Palma                                 | Di tích              | Loja     |                                                 | RI-51-0011777       | 180_____                       | 25/06/1985           | Upload image                                                     |
| Tháp Salinas                               | Di tích              | Loja     |                                                 | RI-51-0011779       | 180_____                       | 25/06/1985           | Upload image                                                     |
| Quần thể Histórico Villa Loja              | Khu phức hợp lịch sử | Loja     |                                                 | RI-53-0000313       | 180_____                       | 09/01/2001           | Conjunto Histórico de la Villa de Loja · Upload image            |
| Tháp Đồi Balcón                            | Di tích              | Loja     |                                                 | RI-51-0011780       | 180_____                       | 25/06/1985           | Upload image                                                     |
| Tháp Rayo (Loja)                           | Di tích              | Loja     |                                                 | RI-51-0012235       | 180_____                       | 25/06/1985           | Upload image                                                     |
| Tu viện Santa Clara (Loja)                 | Di tích              | Loja     |                                                 | RI-51-0004254       | 180_____                       | 06/10/1977           | Upload image                                                     |
| Nhà thờ Mayor Encarnación ở Loja (Granada) | Di tích              | Loja     |                                                 | RI-51-0004376       | 180_____                       | 03/08/1979           | Iglesia Mayor de la Encarnación en Loja (Granada) · Upload image |
| Nhà thờ San Gabriel                        | Di tích              | Loja     |                                                 | RI-51-0000586       | 180_____                       | 03/06/1931           | Upload image                                                     |
| Alcazaba Loja                              | Di tích              | Loja     |                                                 | RI-51-0000587       | 180_____                       | 03/06/1931           | Upload image                                                     |
| Tháp Agigampi                              | Di tích              | Loja     |                                                 | RI-51-0007782       | 180_____                       | 22/06/1993           | Upload image                                                     |
| Tháp Martilla                              | Di tích              | Loja     |                                                 | RI-51-0007823       | 180_____                       | 22/06/1993           | Upload image                                                     |
| Tòa nhà Antiguo Posito]]                   | Di tích              | Loja     |                                                 | RI-51-0009227       | 180_____                       | 14/02/2006           | Upload image                                                     |

#### Los Guájares
| Tên                     | Dạng    | Địa điểm                     | Tọa độ | Số hồ sơ tham khảo? | Số hồ sơ tại chính phủ tự trị? | Ngày nhận danh hiệu? | Hình ảnh     |
| ----------------------- | ------- | ---------------------------- | ------ | ------------------- | ------------------------------ | -------------------- | ------------ |
| Lâu đài Guájar Vieja    | Di tích | Los Guájares                 |        | RI-51-0011740       | 180_____                       | 25/06/1985           | Upload image |
| Castillejo Fuerte       | Di tích | Los Guájares                 |        | RI-51-0011741       | 180_____                       | 25/06/1985           | Upload image |
| Lâu đài Guajar Faraguit | Di tích | Los Guájares Guájar Faragüit |        | RI-51-0007764       | 180_____                       | 22/06/1993           | Upload image |
| Torreón ở Ventas Cebada | Di tích | Los Guájares Guájar Faragüit |        | RI-51-0007765       | 180_____                       | 22/06/1993           | Upload image |

#### Lújar
| Tên           | Dạng    | Địa điểm | Tọa độ | Số hồ sơ tham khảo? | Số hồ sơ tại chính phủ tự trị? | Ngày nhận danh hiệu? | Hình ảnh     |
| ------------- | ------- | -------- | ------ | ------------------- | ------------------------------ | -------------------- | ------------ |
| Lâu đài Lújar | Di tích | Lújar    |        | RI-51-0007802       | 180_____                       | 22/06/1993           | Upload image |

### M

#### Melegís
| Tên                                               | Dạng    | Địa điểm | Tọa độ | Số hồ sơ tham khảo? | Số hồ sơ tại chính phủ tự trị? | Ngày nhận danh hiệu? | Hình ảnh     |
| ------------------------------------------------- | ------- | -------- | ------ | ------------------- | ------------------------------ | -------------------- | ------------ |
| Nhà thờ Parroquial San Juan Evangelista (Melegis) | Di tích | Melegís  |        | RI-51-0011010       | 180_____                       | 04/02/2003           | Upload image |

#### Moclín
| Tên                            | Dạng            | Địa điểm | Tọa độ                                        | Số hồ sơ tham khảo? | Số hồ sơ tại chính phủ tự trị? | Ngày nhận danh hiệu? | Hình ảnh                         |
| ------------------------------ | --------------- | -------- | --------------------------------------------- | ------------------- | ------------------------------ | -------------------- | -------------------------------- |
| Nhà trú tạm Cañada Corcuela    | Di tích         | Moclín   |                                               | RI-51-0011853       | 181320030                      | 25/06/1985           | Upload image                     |
| Nhà trú tạm Pedriza Peñascal   | Di tích         | Moclín   |                                               | RI-51-0011858       | 181320037                      | 25/06/1985           | Upload image                     |
| Nhà trú tạm Velilla            | Di tích         | Moclín   |                                               | RI-51-0011860-00003 | 181320053                      | 25/06/1985           | Upload image                     |
| Nhà trú tạm Cortijo Pitar Alto | Di tích         | Moclín   |                                               | RI-51-0011861       | 181320054                      | 25/06/1985           | Upload image                     |
| Hang Bermejas                  | Di tích Cueva   | Moclín   |                                               | RI-51-0011857       | 181320036                      | 25/06/1985           | Upload image                     |
| Hang Araña (Moclín)            | Di tích Cueva   | Moclín   |                                               | RI-51-0011854       | 181320031                      | 25/06/1985           | Upload image                     |
| Hang Araña I (Moclín)          | Di tích Cueva   | Moclín   |                                               | RI-51-0011854-00001 | 181320055                      | 25/06/1985           | Upload image                     |
| Hang Araña II (Moclín)         | Di tích Cueva   | Moclín   |                                               | RI-51-0011854-00002 | 181320056                      | 25/06/1985           | Upload image                     |
| Hang Vereas I                  | Di tích Cueva   | Moclín   |                                               | RI-51-0011859-00001 | 181320050                      | 25/06/1985           | Upload image                     |
| Hang Vereas II                 | Di tích Cueva   | Moclín   |                                               | RI-51-0011859-00002 | 181320051                      | 25/06/1985           | Upload image                     |
| Hang Vereas III                | Di tích Cueva   | Moclín   |                                               | RI-51-0011859-00003 | 181320052                      | 25/06/1985           | Upload image                     |
| Hang Limones                   | Di tích Cueva   | Moclín   |                                               | RI-51-0011852       | 181320029                      | 25/06/1985           | Upload image                     |
| Hang Cortijo Hiedra Alta       | Di tích Cueva   | Moclín   |                                               | RI-51-0011855       | 181320032                      | 25/06/1985           | Upload image                     |
| Hang Goyino                    | Di tích         | Moclín   |                                               | RI-51-0011851       | 181320028                      | 25/06/1985           | Upload image                     |
| Lâu đài Moclín                 | Di tích Lâu đài | Moclín   | 37°20′32″B 3°47′12″T / 37,342241°B 3,786536°T | RI-51-0000588       | 181320020                      | 03/06/1931           | Muralla de Moclín · Upload image |
| Tháp atalaya Porqueriza        | Di tích Tháp    | Moclín   |                                               | RI-51-0007786       | 181320016                      | 22-06-1993           | Upload image                     |
| Tháp atalaya Solana            | Di tích Tháp    | Moclín   |                                               | RI-51-0007785       | 181320015                      | 22/06/1993           | Upload image                     |
| Tháp atalaya Mingoandrés       | Di tích Tháp    | Moclín   |                                               | RI-51-0007784       | 181320021                      | 22/06/1993           | Upload image                     |
| Tháp Alto Torrecilla           | Di tích Tháp    | Moclín   |                                               | RI-51-0011782       | 181320058                      | 25/06/1985           | Upload image                     |

#### Molvízar
| Tên           | Dạng    | Địa điểm | Tọa độ | Số hồ sơ tham khảo? | Số hồ sơ tại chính phủ tự trị? | Ngày nhận danh hiệu? | Hình ảnh     |
| ------------- | ------- | -------- | ------ | ------------------- | ------------------------------ | -------------------- | ------------ |
| Lâu đài Jaral | Di tích | Molvizar |        | RI-51-0011783       | 180_____                       | 25/06/1985           | Upload image |

#### Monachil
| Tên                       | Dạng    | Địa điểm | Tọa độ | Số hồ sơ tham khảo? | Số hồ sơ tại chính phủ tự trị? | Ngày nhận danh hiệu? | Hình ảnh     |
| ------------------------- | ------- | -------- | ------ | ------------------- | ------------------------------ | -------------------- | ------------ |
| Nhà trú tạm Arroyo Huenes | Di tích | Monachil |        | RI-51-0011345       | 180_____                       | 25/06/1985           | Upload image |

#### Montefrío
| Tên                             | Dạng                                                   | Địa điểm  | Tọa độ                                          | Số hồ sơ tham khảo? | Số hồ sơ tại chính phủ tự trị? | Ngày nhận danh hiệu? | Hình ảnh                                 |
| ------------------------------- | ------------------------------------------------------ | --------- | ----------------------------------------------- | ------------------- | ------------------------------ | -------------------- | ---------------------------------------- |
| Lâu đài Montefrío               | Di tích                                                | Montefrío |                                                 | RI-51-0007790       | 180_____                       | 22-06-1993           | Castillo de Montefrío · Upload image     |
| Nhà thờ Encarnación (Montefrío) | Di tích Kiến trúc tôn giáo Kiểu: Kiến trúc Tân cổ điển | Montefrío | 37°19′15″B 4°00′37″T / 37,32091°B 4,010399°T    | RI-51-0004864       | 01181350003                    | 27/04/1983           | Iglesia de la Encarnación · Upload image |
| Nhà thờ Vieja Santa María       | Di tích                                                | Montefrío |                                                 | RI-51-0000597       | 01181350002                    | 03-06-1931           | Upload image                             |
| Tháp Cruz Marco                 | Di tích                                                | Montefrío |                                                 | RI-51-0007792       | 01181350011                    | 22-06-1993           | Upload image                             |
| Tháp Cabrerizas                 | Di tích Tháp atalaya                                   | Montefrío | 37°21′03″B 4°00′49″T / 37,3507448°B 4,013492°T  | RI-51-0011785       | 01181350027                    | 25/06/1985           | Upload image                             |
| Tháp Anillos                    | Di tích                                                | Montefrío |                                                 | RI-51-0007793       | 01181350012                    | 22-06-1993           | Upload image                             |
| Tháp Guzmanes                   | Di tích Tháp atalaya                                   | Montefrío |                                                 | RI-51-0007789       | 01181350010                    | 22-06-1993           | Upload image                             |
| Tháp Cortijuelo                 | Di tích                                                | Montefrío |                                                 | RI-51-0007791       | 01181350014                    | 22-06-1993           | Upload image                             |
| Tháp Espinar                    | Di tích                                                | Montefrío |                                                 | RI-51-0011786       | 01181350028                    | 25/06/1985           | Upload image                             |
| Tháp Hachuelo                   | Di tích                                                | Montefrío |                                                 | RI-51-0011788       | 01181350026                    | 25/06/1985           | Upload image                             |
| Tháp Sol                        | Di tích Tháp atalaya                                   | Montefrío | 37°19′46″B 4°04′18″T / 37,3295151°B 4,0717667°T | RI-51-0011784       | 01181350024                    | 25/06/1985           | Upload image                             |
| Tháp Quebrada                   | Di tích                                                | Montefrío |                                                 | RI-51-0011787       | 01181350025                    | 25/06/1985           | Upload image                             |
| Montefrío                       | Lịch sử và nghệ thuật                                  | Montefrío | 37°19′14″B 4°00′34″T / 37,320612°B 4,00956°T    | RI-53-0000257       | 01181350001                    | 18/06/1982           | Villa de Montefrío. · Upload image       |
| Khu vực Peñas Gitanos           | Khu khảo cổ                                            | Montefrío | 37°20′05″B 3°58′02″T / 37,334619°B 3,967151°T   | RI-55-0000142       | 01181350016                    | 26/03/1996           | Upload image                             |

#### Montejícar
| Tên                 | Dạng    | Địa điểm   | Tọa độ | Số hồ sơ tham khảo? | Số hồ sơ tại chính phủ tự trị? | Ngày nhận danh hiệu? | Hình ảnh     |
| ------------------- | ------- | ---------- | ------ | ------------------- | ------------------------------ | -------------------- | ------------ |
| Lâu đài Montejícar) | Di tích | Montejícar |        | RI-51-0007794       | 180_____                       | 22-06-1993           | Upload image |

#### Moraleda de Zafayona
| Tên                      | Dạng        | Địa điểm             | Tọa độ | Số hồ sơ tham khảo? | Số hồ sơ tại chính phủ tự trị? | Ngày nhận danh hiệu? | Hình ảnh     |
| ------------------------ | ----------- | -------------------- | ------ | ------------------- | ------------------------------ | -------------------- | ------------ |
| Tháp Gallarín            | Di tích     | Moraleda de Zafayona |        | RI-51-0011789       | 180_____                       | 25/06/1985           | Upload image |
| Khu vực khảo cổ Đồi Mora | Khu khảo cổ | Moraleda de Zafayona |        | RI-55-0000723       | 180_____                       | 01/09/2004           | Upload image |

#### Motril
| Tên                            | Dạng    | Địa điểm                                         | Tọa độ                                        | Số hồ sơ tham khảo? | Số hồ sơ tại chính phủ tự trị? | Ngày nhận danh hiệu? | Hình ảnh     |
| ------------------------------ | ------- | ------------------------------------------------ | --------------------------------------------- | ------------------- | ------------------------------ | -------------------- | ------------ |
| Pinturas Llano Carchuna        | Di tích | Motril                                           |                                               | RI-51-0011862       | 180_____                       | 25/06/1985           | Upload image |
| Fuerte Tarfalcases             | Di tích | Motril                                           |                                               | RI-51-0012236       | 180_____                       | 25/06/1985           | Upload image |
| Teatro Calderón Barca (Motril) | Di tích | Motril Plaza Paulino Bellido, 2 /Plaza de España | 36°44′41″B 3°31′15″T / 36,744601°B 3,520872°T | RI-51-0011413       | 181400002                      | 03/05/2005           | Upload image |
| Tháp Torrenueva                | Di tích | Motril Torrenueva                                |                                               | RI-51-0007795       | 180_____                       | 22-06-1993           | Upload image |
| Lâu đài Motril                 | Di tích | Motril Calahonda                                 |                                               | RI-51-0007797       | 180_____                       | 22-06-1993           | Upload image |
| Tháp Mar (Motril)              | Di tích | Motril Calahonda                                 |                                               | RI-51-0007798       | 180_____                       | 22-06-1993           | Upload image |
| Tháp Llano                     | Di tích | Motril Calahonda                                 |                                               | RI-51-0007799       | 180_____                       | 22-06-1993           | Upload image |
| Lâu đài Torrenueva             | Di tích | Motril Torrenueva Costa                          |                                               | RI-51-0007796       | 180_____                       | 22/06/1993           | Upload image |
| Tháp Chucho                    | Di tích | Motril Calahonda                                 |                                               | RI-51-0007800       | 180_____                       | 22-06-1993           | Upload image |
| Tháp Bates                     | Di tích | Motril Bates                                     |                                               | RI-51-0007801       | 180_____                       | 22-06-1993           | Upload image |
| Fuerte Motril                  | Di tích | Motril Carchuna                                  |                                               | RI-51-0007803       | 180_____                       | 22-06-1993           | Upload image |

#### Murtas
| Tên             | Dạng    | Địa điểm | Tọa độ | Số hồ sơ tham khảo? | Số hồ sơ tại chính phủ tự trị? | Ngày nhận danh hiệu? | Hình ảnh     |
| --------------- | ------- | -------- | ------ | ------------------- | ------------------------------ | -------------------- | ------------ |
| Lâu đài Juliana | Di tích | Murtas   |        | RI-51-0007804       | 180_____                       | 22-06-1993           | Upload image |

### N

#### Nigüelas
| Tên                   | Dạng    | Địa điểm | Tọa độ | Số hồ sơ tham khảo? | Số hồ sơ tại chính phủ tự trị? | Ngày nhận danh hiệu? | Hình ảnh     |
| --------------------- | ------- | -------- | ------ | ------------------- | ------------------------------ | -------------------- | ------------ |
| Tháp Nigüelas         | Di tích | Nigüelas |        | RI-51-0011791       | 180_____                       | 25/06/1985           | Upload image |
| Lâu đài Nigüelas      | Di tích | Nigüelas |        | RI-51-0011792       | 180_____                       | 25/06/1985           | Upload image |
| Castillejo (Nigüelas) | Di tích | Nigüelas |        | RI-51-0011793       | 180_____                       | 25/06/1985           | Upload image |

#### Nívar
| Tên                           | Dạng    | Địa điểm | Tọa độ | Số hồ sơ tham khảo? | Số hồ sơ tại chính phủ tự trị? | Ngày nhận danh hiệu? | Hình ảnh     |
| ----------------------------- | ------- | -------- | ------ | ------------------- | ------------------------------ | -------------------- | ------------ |
| Nhà trú tạm I Đồi Higuerillas | Di tích | Nivar    |        | RI-51-0011344       | 180_____                       | 25/06/1985           | Upload image |
| Lâu đài Nívar                 | Di tích | Nivar    |        | RI-51-0011794       | 180_____                       | 25/06/1985           | Upload image |
| Castillejo (Nívar)            | Di tích | Nivar    |        | RI-51-0011795       | 180_____                       | 25/06/1985           | Upload image |

### O

#### Ogíjares
| Tên                                          | Dạng        | Địa điểm | Tọa độ | Số hồ sơ tham khảo? | Số hồ sơ tại chính phủ tự trị? | Ngày nhận danh hiệu? | Hình ảnh     |
| -------------------------------------------- | ----------- | -------- | ------ | ------------------- | ------------------------------ | -------------------- | ------------ |
| Nhà thờ Santa Ana (Ogíjares)                 | Di tích     | Ogíjares |        | RI-51-0011322       | 180_____                       | 23/11/2004           | Upload image |
| Khu vực Khảo cổ Đồi San Cristóbal (Ogíjares) | Khu khảo cổ | Ogíjares |        | RI-55-0000165       | 180_____                       | 20/11/2001           | Upload image |

#### Orce
| Tên                        | Dạng        | Địa điểm | Tọa độ | Số hồ sơ tham khảo? | Số hồ sơ tại chính phủ tự trị? | Ngày nhận danh hiệu? | Hình ảnh                                       |
| -------------------------- | ----------- | -------- | ------ | ------------------- | ------------------------------ | -------------------- | ---------------------------------------------- |
| Alcazaba Siete Torres      | Di tích     | Orce     |        | RI-51-0011796       | 180_____                       | 25/06/1985           | Upload image                                   |
| Tháp Umbría                | Di tích     | Orce     |        | RI-51-0011797       | 180_____                       | 25/06/1985           | Upload image                                   |
| Tháp Salar                 | Di tích     | Orce     |        | RI-51-0011798       | 180_____                       | 25/06/1985           | Upload image                                   |
| Lâu đài Đồi Moros          | Di tích     | Orce     |        | RI-51-0011799       | 180_____                       | 25/06/1985           | Castillo del Cerro de los Moros · Upload image |
| Alcazaba Siete Torres      | Di tích     | Orce     |        | RI-51-0003921       | 180_____                       | 19/10/1973           | Upload image                                   |
| Khu vực khảo cổ Đồi Virgen | Khu khảo cổ | Orce     |        | RI-55-0000144       | 180_____                       | 14/10/2003           | Upload image                                   |

#### Órgiva
| Tên                                               | Dạng    | Địa điểm | Tọa độ | Số hồ sơ tham khảo? | Số hồ sơ tại chính phủ tự trị? | Ngày nhận danh hiệu? | Hình ảnh     |
| ------------------------------------------------- | ------- | -------- | ------ | ------------------- | ------------------------------ | -------------------- | ------------ |
| Lâu đài Órgiva                                    | Di tích | Órgiva   |        | RI-51-0007805       | 180_____                       | 22/06/1993           | Upload image |
| Nhà palacio condes Sástago C. DE Dª. Mª. CARRILLO | Di tích | Órgiva   |        | RI-51-0008799       | 180_____                       | 22/06/1994           | Upload image |
| Lâu đài Órgiva                                    | Di tích | Órgiva   |        | RI-51-0011800       | 180_____                       | 25/06/1985           | Upload image |
| Lâu đài Olías                                     | Di tích | Órgiva   |        | RI-51-0011801       | 180_____                       | 25/06/1985           | Upload image |

#### Otívar
| Tên              | Dạng    | Địa điểm | Tọa độ | Số hồ sơ tham khảo? | Số hồ sơ tại chính phủ tự trị? | Ngày nhận danh hiệu? | Hình ảnh     |
| ---------------- | ------- | -------- | ------ | ------------------- | ------------------------------ | -------------------- | ------------ |
| Lâu đài Moscaril | Di tích | Otívar   |        | RI-51-0011802       | 180_____                       | 25/06/1985           | Upload image |

### P

#### Padul
| Tên           | Dạng    | Địa điểm | Tọa độ | Số hồ sơ tham khảo? | Số hồ sơ tại chính phủ tự trị? | Ngày nhận danh hiệu? | Hình ảnh     |
| ------------- | ------- | -------- | ------ | ------------------- | ------------------------------ | -------------------- | ------------ |
| Lâu đài Padul | Di tích | Padul    |        | RI-51-0004471       | 180_____                       | 12/02/1981           | Upload image |

#### Pampaneira
| Tên                                           | Dạng                 | Địa điểm   | Tọa độ | Số hồ sơ tham khảo? | Số hồ sơ tại chính phủ tự trị? | Ngày nhận danh hiệu? | Hình ảnh                                                            |
| --------------------------------------------- | -------------------- | ---------- | ------ | ------------------- | ------------------------------ | -------------------- | ------------------------------------------------------------------- |
| Lâu đài Poqueira                              | Di tích              | Pampaneira |        | RI-51-0007806       | 180_____                       | 22/06/1993           | Upload image                                                        |
| Quần thể Histórico Artístico Villa Pampaneira | Khu phức hợp lịch sử | Pampaneira |        | RI-53-0000273       | 180_____                       | 12/11/1982           | Conjunto Histórico Artístico la Villa de Pampaneira. · Upload image |

#### Pedro Martínez
| Tên           | Dạng    | Địa điểm       | Tọa độ | Số hồ sơ tham khảo? | Số hồ sơ tại chính phủ tự trị? | Ngày nhận danh hiệu? | Hình ảnh     |
| ------------- | ------- | -------------- | ------ | ------------------- | ------------------------------ | -------------------- | ------------ |
| Tháp Moriscos | Di tích | Pedro Martínez |        | RI-51-0011803       | 180_____                       | 25/06/1985           | Upload image |
| Tháp Mencal   | Di tích | Pedro Martínez |        | RI-51-0011804       | 180_____                       | 25/06/1985           | Upload image |

#### Pinos Puente
| Tên                 | Dạng        | Địa điểm     | Tọa độ | Số hồ sơ tham khảo? | Số hồ sơ tại chính phủ tự trị? | Ngày nhận danh hiệu? | Hình ảnh     |
| ------------------- | ----------- | ------------ | ------ | ------------------- | ------------------------------ | -------------------- | ------------ |
| Lâu đài Pinos       | Di tích     | Pinos Puente |        | RI-51-0011810       | 180_____                       | 25/06/1985           | Upload image |
| Lâu đài Velillos    | Di tích     | Pinos Puente |        | RI-51-0011811       | 180_____                       | 25/06/1985           | Upload image |
| Lâu đài Zujaira     | Di tích     | Pinos Puente |        | RI-51-0011812       | 180_____                       | 25/06/1985           | Upload image |
| Molaina             | Di tích     | Pinos Puente |        | RI-51-0011865       | 180_____                       | 25/06/1985           | Upload image |
| Cerros Piorno       | Di tích     | Pinos Puente |        | RI-51-0011866       | 180_____                       | 25/06/1985           | Upload image |
| Puente Pinos Puente | Di tích     | Pinos Puente |        | RI-51-0000227       | 180_____                       | 06/07/1922           | Upload image |
| Đồi Infantes        | Khu khảo cổ | Pinos Puente |        | RI-55-0000146       | 180_____                       | 07/10/2003           | Upload image |

#### Pinos del Valle
| Tên                            | Dạng    | Địa điểm        | Tọa độ | Số hồ sơ tham khảo? | Số hồ sơ tại chính phủ tự trị? | Ngày nhận danh hiệu? | Hình ảnh     |
| ------------------------------ | ------- | --------------- | ------ | ------------------- | ------------------------------ | -------------------- | ------------ |
| Nhà thờ Parroquial Pinos Valle | Di tích | Pinos del Valle |        | RI-51-0011166       | 180_____                       | 27/01/2004           | Upload image |

#### Píñar
| Tên           | Dạng    | Địa điểm | Tọa độ | Số hồ sơ tham khảo? | Số hồ sơ tại chính phủ tự trị? | Ngày nhận danh hiệu? | Hình ảnh     |
| ------------- | ------- | -------- | ------ | ------------------- | ------------------------------ | -------------------- | ------------ |
| Hang Ventanas | Di tích | Píñar    |        | RI-51-0011864       | 180_____                       | 25/06/1985           | Upload image |
| Lâu đài Píñar | Di tích | Píñar    |        | RI-51-0000589       | 180_____                       | 03/06/1931           | Upload image |
| Tháp Píñar    | Di tích | Píñar    |        | RI-51-0007807       | 180_____                       | 22/06/1993           | Upload image |

#### Polopos
| Tên                            | Dạng    | Địa điểm          | Tọa độ | Số hồ sơ tham khảo? | Số hồ sơ tại chính phủ tự trị? | Ngày nhận danh hiệu? | Hình ảnh     |
| ------------------------------ | ------- | ----------------- | ------ | ------------------- | ------------------------------ | -------------------- | ------------ |
| Tháp Polopos                   | Di tích | Polopos           |        | RI-51-0011813       | 180_____                       | 25/06/1985           | Upload image |
| Lâu đài Baños                  | Di tích | Polopos La Mamola |        | RI-51-0007808       | 180_____                       | 22/06/1993           | Upload image |
| Tháp Cantor hay Túnel a Mamola | Di tích | Polopos La Mamola |        | RI-51-0007809       | 180_____                       | 22/06/1993           | Upload image |

#### Puebla de Don Fadrique
| Tên                                     | Dạng    | Địa điểm                         | Tọa độ | Số hồ sơ tham khảo? | Số hồ sơ tại chính phủ tự trị? | Ngày nhận danh hiệu? | Hình ảnh     |
| --------------------------------------- | ------- | -------------------------------- | ------ | ------------------- | ------------------------------ | -------------------- | ------------ |
| Lâu đài Volteruela                      | Di tích | Puebla de Don Fadrique           |        | RI-51-0011814       | 180_____                       | 25/06/1985           | Upload image |
| Los Castellones                         | Di tích | Puebla de Don Fadrique           |        | RI-51-0011815       | 180_____                       | 25/06/1985           | Upload image |
| Tháp Cortijo Tháp (Puebla Don Fadrique) | Di tích | Puebla de Don Fadrique           |        | RI-51-0011816       | 180_____                       | 25/06/1985           | Upload image |
| Tháp Yesera                             | Di tích | Puebla de Don Fadrique           |        | RI-51-0011817       | 180_____                       | 25/06/1985           | Upload image |
| Pháo đài Pedrarias                      | Di tích | Puebla de Don Fadrique           |        | RI-51-0011818       | 180_____                       | 25/06/1985           | Upload image |
| Zarza                                   | Di tích | Puebla de Don Fadrique Almaciles |        | RI-51-0009311       | 180_____                       | 02/10/1996           | Upload image |

#### Purullena
| Tên             | Dạng    | Địa điểm  | Tọa độ | Số hồ sơ tham khảo? | Số hồ sơ tại chính phủ tự trị? | Ngày nhận danh hiệu? | Hình ảnh     |
| --------------- | ------- | --------- | ------ | ------------------- | ------------------------------ | -------------------- | ------------ |
| Lâu đài Luchena | Di tích | Purullena |        | RI-51-0011819       | 180_____                       | 25/06/1985           | Upload image |
| Tháp Magru      | Di tích | Purullena |        | RI-51-0007810       | 180_____                       | 22/06/1993           | Upload image |

### Q

#### Quéntar
| Tên                  | Dạng    | Địa điểm | Tọa độ | Số hồ sơ tham khảo? | Số hồ sơ tại chính phủ tự trị? | Ngày nhận danh hiệu? | Hình ảnh     |
| -------------------- | ------- | -------- | ------ | ------------------- | ------------------------------ | -------------------- | ------------ |
| Tháp Ramil           | Di tích | Quéntar  |        | RI-51-0011820       | 180_____                       | 25/06/1985           | Upload image |
| Tháp Tranco Paerón   | Di tích | Quéntar  |        | RI-51-0011821       | 180_____                       | 25/06/1985           | Upload image |
| Tháp Arroba          | Di tích | Quéntar  |        | RI-51-0011822       | 180_____                       | 25/06/1985           | Upload image |
| Castillejo (Quéntar) | Di tích | Quéntar  |        | RI-51-0011823       | 180_____                       | 25/06/1985           | Upload image |

### S

#### Salar
| Tên                  | Dạng                     | Địa điểm | Tọa độ                                          | Số hồ sơ tham khảo? | Số hồ sơ tại chính phủ tự trị? | Ngày nhận danh hiệu? | Hình ảnh     |
| -------------------- | ------------------------ | -------- | ----------------------------------------------- | ------------------- | ------------------------------ | -------------------- | ------------ |
| Tháp Gallina (Salar) | Di tích                  | Salar    | 37°19′16″B 3°49′59″T / 37,3211696°B 3,8331046°T | RI-51-0011824       |                                | 25/06/1985           | Upload image |
| Lâu đài Salar        | Di tích Tháp de Alquería | Salar    | 37°08′58″B 4°04′02″T / 37,1493163°B 4,067342°T  | RI-51-0007811       | 181710002                      | 22/06/1993           | Upload image |

#### Salobreña
| Tên                   | Dạng                              | Địa điểm  | Tọa độ                                        | Số hồ sơ tham khảo?                                  | Số hồ sơ tại chính phủ tự trị? | Ngày nhận danh hiệu? | Hình ảnh                             |
| --------------------- | --------------------------------- | --------- | --------------------------------------------- | ---------------------------------------------------- | ------------------------------ | -------------------- | ------------------------------------ |
| Lâu đài Salobreña     | Di tích Kiến trúc quân sự Lâu đài | Salobreña | 36°44′35″B 3°35′24″T / 36,743058°B 3,590017°T | RI-51-0007812 Parte 1, su delimitación el 15/01/2008 | 180_____                       | 22/06/1993           | Castillo de Salobreña · Upload image |
| Tháp Brocal           | Di tích                           | Salobreña |                                               | RI-51-0007813                                        | 180_____                       | 22/06/1993           | Upload image                         |
| Tháp Cambrón          | Di tích                           | Salobreña |                                               | RI-51-0007814                                        | 180_____                       | 22/06/1993           | Upload image                         |
| Tường thành Salobreña | Di tích                           | Salobreña |                                               | RI-51-0007815                                        | 180_____                       | 22/06/1993           | Upload image                         |
| Tháp Camino Muro      | Di tích                           | Salobreña |                                               | RI-51-0007816                                        | 180_____                       | 22/06/1993           | Upload image                         |

#### Santa Fe
| Tên                                              | Dạng                 | Địa điểm | Tọa độ | Số hồ sơ tham khảo? | Số hồ sơ tại chính phủ tự trị? | Ngày nhận danh hiệu? | Hình ảnh     |
| ------------------------------------------------ | -------------------- | -------- | ------ | ------------------- | ------------------------------ | -------------------- | ------------ |
| Puertas Santa Fe                                 | Di tích              | Santa Fe |        | RI-51-0000226       | 180_____                       | 06/07/1922           | Upload image |
| Nhà thờ Parroquial Encarnación (Santa Fe)        | Di tích              | Santa Fe |        | RI-51-0004885       | 180_____                       | 25/05/1983           | Upload image |
| Quần thể Histórico Casco Antiguo Ciudad Santa Fe | Khu phức hợp lịch sử | Santa Fe |        | RI-53-0000112       | 180_____                       | 23/04/1970           | Upload image |
| Ampliación Sector delimitado población Santa Fe  | Khu phức hợp lịch sử | Santa Fe |        | RI-53-0000619       | 180_____                       | 04/09/2007           | Upload image |

#### Sorvilán
| Tên                       | Dạng    | Địa điểm           | Tọa độ | Số hồ sơ tham khảo? | Số hồ sơ tại chính phủ tự trị? | Ngày nhận danh hiệu? | Hình ảnh     |
| ------------------------- | ------- | ------------------ | ------ | ------------------- | ------------------------------ | -------------------- | ------------ |
| Lâu đài Rambla Valenciano | Di tích | Sorvilan           |        | RI-51-0011825       | 180_____                       | 25/06/1985           | Upload image |
| Tháp Melicena             | Di tích | Sorvilan           |        | RI-51-0007817       | 180_____                       | 22/06/1993           | Upload image |
| Tháp Đồi Castillete       | Di tích | Sorvilan Los Yesos |        | RI-51-0007818       | 180_____                       | 22/06/1993           | Upload image |

### T

#### Torre-Cardela
| Tên                         | Dạng                        | Địa điểm                       | Tọa độ                                        | Số hồ sơ tham khảo? | Số hồ sơ tại chính phủ tự trị? | Ngày nhận danh hiệu? | Hình ảnh                        |
| --------------------------- | --------------------------- | ------------------------------ | --------------------------------------------- | ------------------- | ------------------------------ | -------------------- | ------------------------------- |
| Tháp Molino (Torre-Cardela) | Di tích Kiến trúc phòng thủ | Torre-Cardela Cerro del Molino | 37°30′21″B 3°21′05″T / 37,505833°B 3,351301°T | RI-51-0007820       | 01181780001                    | 22/06/1993           | Torre del Molino · Upload image |

#### Torvizcón
| Tên               | Dạng    | Địa điểm  | Tọa độ | Số hồ sơ tham khảo? | Số hồ sơ tại chính phủ tự trị? | Ngày nhận danh hiệu? | Hình ảnh     |
| ----------------- | ------- | --------- | ------ | ------------------- | ------------------------------ | -------------------- | ------------ |
| Lâu đài Torvizcón | Di tích | Torvizcón |        | RI-51-0011826       | 180_____                       | 25/06/1985           | Upload image |

### U

#### Ugíjar
| Tên                 | Dạng                        | Địa điểm | Tọa độ | Số hồ sơ tham khảo? | Số hồ sơ tại chính phủ tự trị? | Ngày nhận danh hiệu? | Hình ảnh                               |
| ------------------- | --------------------------- | -------- | ------ | ------------------- | ------------------------------ | -------------------- | -------------------------------------- |
| Lâu đài Escariantes | Di tích Kiến trúc phòng thủ | Ugíjar   |        | RI-51-0011827       | 180_____                       | 25/06/1985           | Castillo de Escariantes · Upload image |

### V

#### Valle del Zalabí
| Tên           | Dạng    | Địa điểm         | Tọa độ | Số hồ sơ tham khảo? | Số hồ sơ tại chính phủ tự trị? | Ngày nhận danh hiệu? | Hình ảnh     |
| ------------- | ------- | ---------------- | ------ | ------------------- | ------------------------------ | -------------------- | ------------ |
| Tường Zigüeñí | Di tích | Valle del Zalabí |        | RI-51-0011831       | 180_____                       | 25/06/1985           | Upload image |

#### Válor
| Tên           | Dạng    | Địa điểm | Tọa độ | Số hồ sơ tham khảo? | Số hồ sơ tại chính phủ tự trị? | Ngày nhận danh hiệu? | Hình ảnh     |
| ------------- | ------- | -------- | ------ | ------------------- | ------------------------------ | -------------------- | ------------ |
| Lâu đài Válor | Di tích | Válor    |        | RI-51-0011828       | 180_____                       | 25/06/1985           | Upload image |

#### Vélez de Benaudalla
| Tên                                 | Dạng    | Địa điểm            | Tọa độ | Số hồ sơ tham khảo? | Số hồ sơ tại chính phủ tự trị? | Ngày nhận danh hiệu? | Hình ảnh     |
| ----------------------------------- | ------- | ------------------- | ------ | ------------------- | ------------------------------ | -------------------- | ------------ |
| Tháp Azud Vélez                     | Di tích | Vélez de Benaudalla |        | RI-51-0011832       | 180_____                       | 25/06/1985           | Upload image |
| Nhà thờ Parroquial Vélez Benaudalla | Di tích | Vélez de Benaudalla |        | RI-51-0004611       | 180_____                       | 05/03/1982           | Upload image |
| Lâu đài Vélez Benaudalla            | Di tích | Vélez de Benaudalla |        | RI-51-0008800       | 180_____                       | 22/06/1994           | Upload image |

#### Villamena
| Tên          | Dạng    | Địa điểm  | Tọa độ | Số hồ sơ tham khảo? | Số hồ sơ tại chính phủ tự trị? | Ngày nhận danh hiệu? | Hình ảnh     |
| ------------ | ------- | --------- | ------ | ------------------- | ------------------------------ | -------------------- | ------------ |
| Tháp Conchar | Di tích | Villamena |        | RI-51-0011833       | 180_____                       | 25/06/1985           | Upload image |

#### Villanueva de las Torres
| Tên                              | Dạng        | Địa điểm                 | Tọa độ | Số hồ sơ tham khảo? | Số hồ sơ tại chính phủ tự trị? | Ngày nhận danh hiệu? | Hình ảnh     |
| -------------------------------- | ----------- | ------------------------ | ------ | ------------------- | ------------------------------ | -------------------- | ------------ |
| Grabados Đồi Mina                | Di tích     | Villanueva de las Torres |        | RI-51-0011867       | 180_____                       | 25/06/1985           | Upload image |
| Baños Alicún (zona arqueológica) | Khu khảo cổ | Villanueva de las Torres |        | RI-55-0000901       | 181870001                      | 26/11/2007           | Upload image |

#### Víznar
| Tên             | Dạng    | Địa điểm | Tọa độ | Số hồ sơ tham khảo? | Số hồ sơ tại chính phủ tự trị? | Ngày nhận danh hiệu? | Hình ảnh     |
| --------------- | ------- | -------- | ------ | ------------------- | ------------------------------ | -------------------- | ------------ |
| Cung điện Cuzco | Di tích | Viznar   |        | RI-51-0000224       | 180_____                       | 06/07/1922           | Upload image |

### Z

#### Zafarraya
| Tên                   | Dạng    | Địa điểm  | Tọa độ | Số hồ sơ tham khảo? | Số hồ sơ tại chính phủ tự trị? | Ngày nhận danh hiệu? | Hình ảnh     |
| --------------------- | ------- | --------- | ------ | ------------------- | ------------------------------ | -------------------- | ------------ |
| Tháp Moro (Zafarraya) | Di tích | Zafarraya |        | RI-51-0011834       | 180_____                       | 25/06/1985           | Upload image |

#### Zagra
| Tên           | Dạng    | Địa điểm | Tọa độ | Số hồ sơ tham khảo? | Số hồ sơ tại chính phủ tự trị? | Ngày nhận danh hiệu? | Hình ảnh     |
| ------------- | ------- | -------- | ------ | ------------------- | ------------------------------ | -------------------- | ------------ |
| Lâu đài Zagra | Di tích | Zagra    |        | RI-51-0007822       | 180_____                       | 22/06/1993           | Upload image |

#### Zújar
| Tên               | Dạng    | Địa điểm | Tọa độ | Số hồ sơ tham khảo? | Số hồ sơ tại chính phủ tự trị? | Ngày nhận danh hiệu? | Hình ảnh     |
| ----------------- | ------- | -------- | ------ | ------------------- | ------------------------------ | -------------------- | ------------ |
| Tháp Morrones     | Di tích | Zújar    |        | RI-51-0007824       | 180_____                       | 22/06/1993           | Upload image |
| Tháp Almendral    | Di tích | Zújar    |        | RI-51-0011835       | 180_____                       | 25/06/1985           | Upload image |
| Lâu đài Zújar     | Di tích | Zújar    |        | RI-51-0011836       | 180_____                       | 25/06/1985           | Upload image |
| Tháp Ermita Vieja | Di tích | Zújar    |        | RI-51-0011837       | 180_____                       | 25/06/1985           | Upload image |
| Tháp Jofí         | Di tích | Zújar    |        | RI-51-0011838       | 180_____                       | 25/06/1985           | Upload image |